# Hurrikan Katrina
Der Hurrikan Katrina gilt als eine der verheerendsten Naturkatastrophen in der Geschichte der Vereinigten Staaten. Der Hurrikan richtete Ende August 2005 in den südöstlichen Teilen der USA, insbesondere an der dortigen Golfküste, gewaltige Schäden an und erreichte zeitweise die Stufe 5. Zu den betroffenen Bundesstaaten gehörten Florida, Louisiana (besonders der Großraum New Orleans), Mississippi, Alabama und Georgia.
Die Schwere der Zerstörungen und die Verluste an Menschenleben durch den Hurrikan führten dazu, dass der Name Katrina von der World Meteorological Organization im April 2006 von der Liste der Namen tropischer Wirbelstürme gestrichen wurde. Das National Hurricane Center korrigierte am 4. Januar 2023 seinen Bericht über die Zahl der Todesopfer aus dem Jahr 2014 und reduzierte darin die Zahl der Toten von 1833 auf 1392. Der Sachschaden belief sich auf etwa 125 Milliarden US-Dollar (97,3 Milliarden Euro). Insbesondere die Stadt New Orleans war stark betroffen: Durch ihre geographische Lage führten zwei Brüche im Deichsystem dazu, dass bis zu 80 Prozent des Stadtgebietes bis zu 7,60 Meter tief unter Wasser standen.

## Sturmverlauf

### Überblick

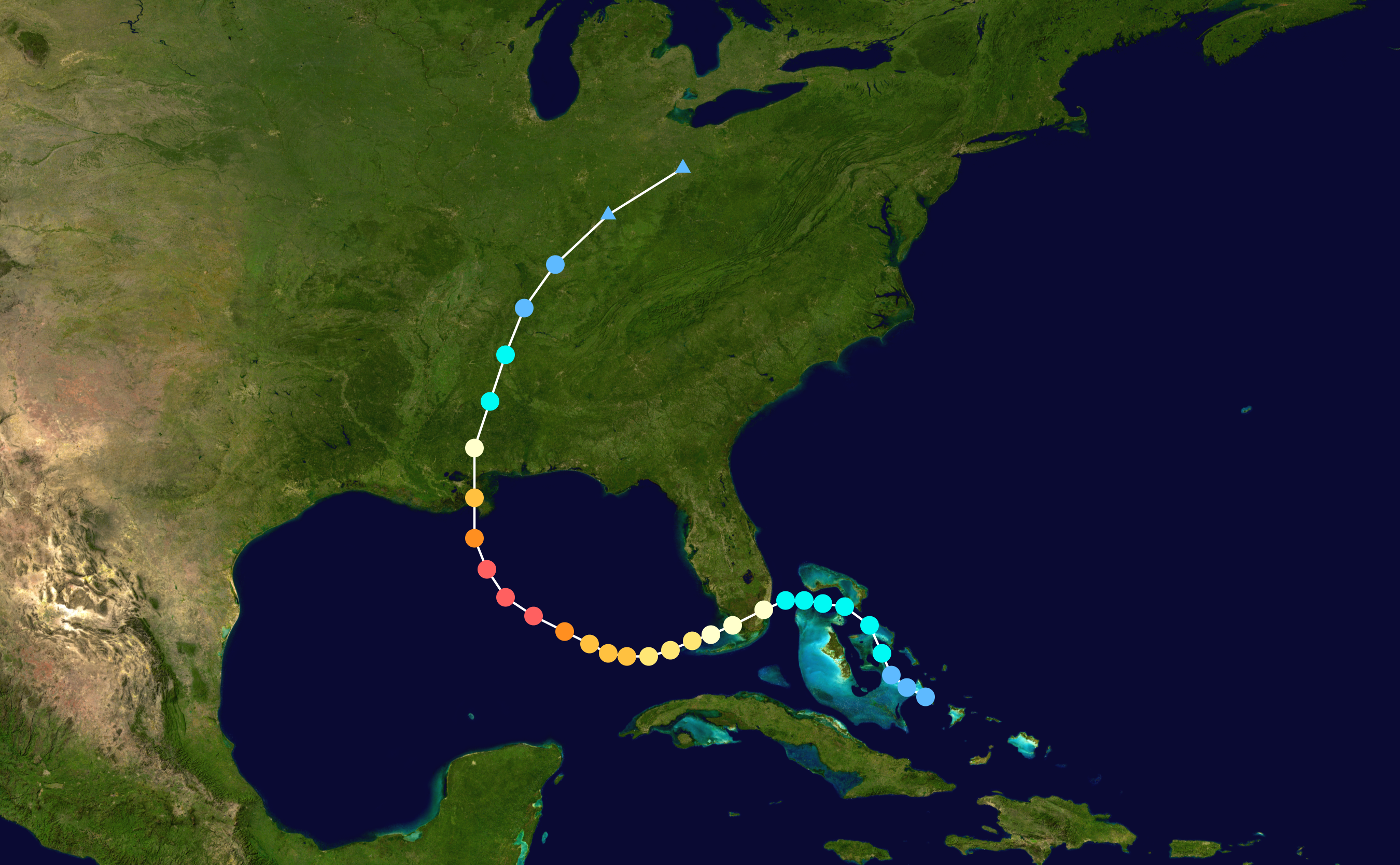

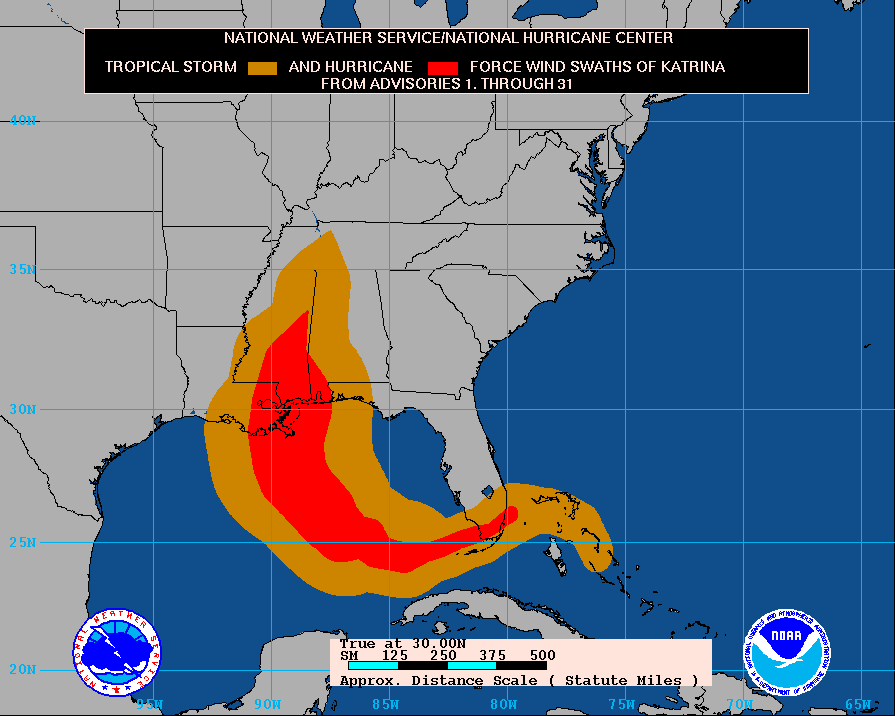
Windfeld von Hurrikan Katrina

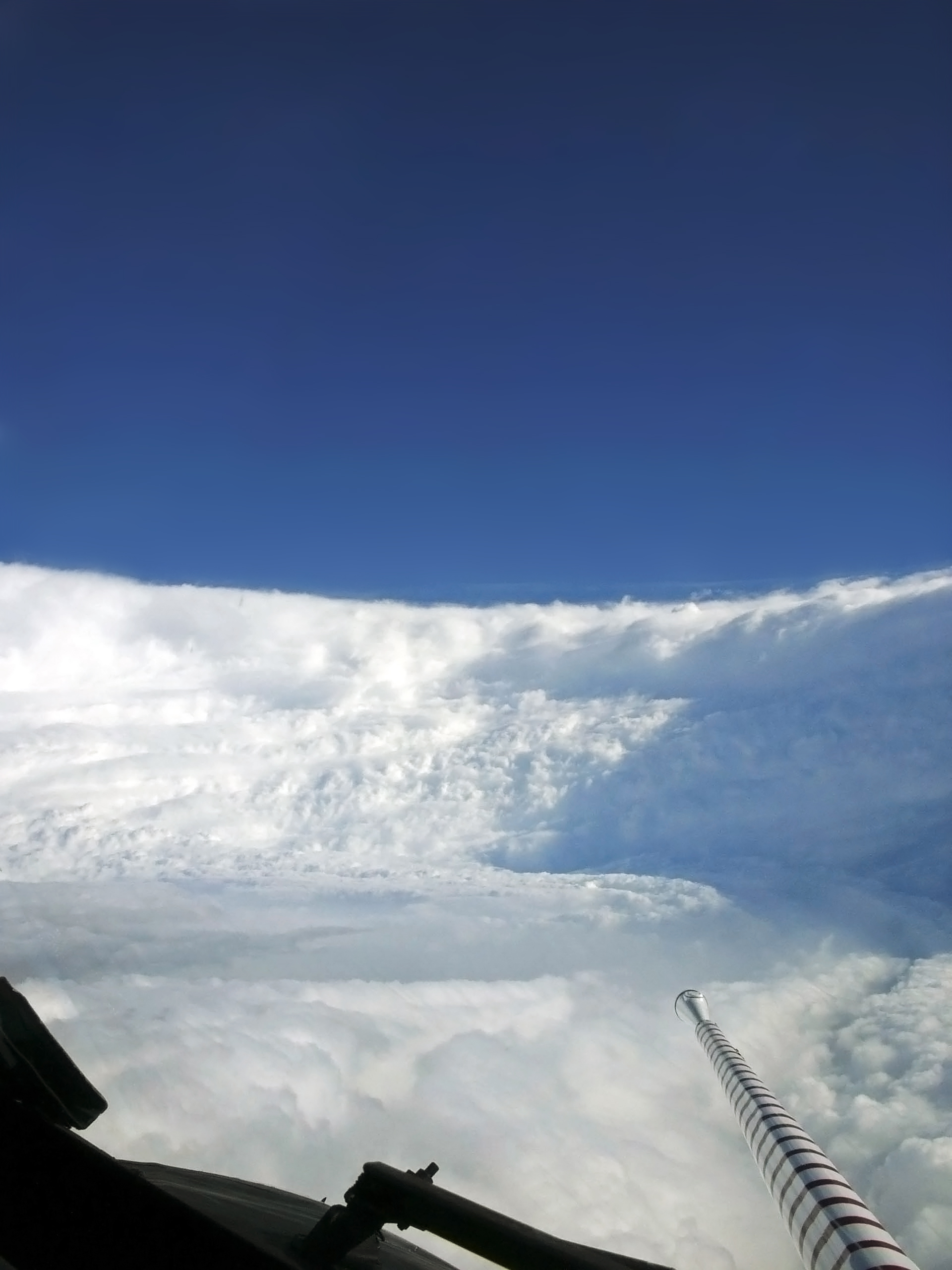
Auge des Hurrikans Katrina, aufgenommen aus einem NOAA-P-3-Flugzeug

Der Hurrikan bildete sich am 23. August während der Atlantischen Hurrikansaison 2005 über den Bahamas und überquerte Florida zunächst als gemäßigter Hurrikan der Kategorie eins, bevor er im Golf von Mexiko rasant an Stärke gewann und zu einem der heftigsten Wirbelstürme wurde, die dort jemals verzeichnet wurden. Als er das Land erreichte und die Überflutung von New Orleans auslöste, hatte er schon bedeutend an Energie verloren und war bereits in die Kategorie drei abgestuft worden.

### Details
Am 23. August bildete sich bei den südöstlichen Bahamas das zwölfte tropische Tiefdruckgebiet (tropical depression) der Saison als Folge der Wechselwirkung einer tropischen Welle und den Überbleibseln des zehnten tropischen Sturmtiefs. Unter günstigen Voraussetzungen konnte sich daraus schon am Morgen des nächsten Tages ein gewaltiger tropischer Sturm entwickeln, der fortan den Namen „Katrina“ trug. Schon am 24. August verstärkte sich die Zyklone zu einem tropischen Sturmtief (tropical storm). Am Morgen des 25. August 2005, kurz nachdem Katrina als Hurrikan Stufe eins klassifiziert worden war, zog er unter weiterer Intensivierung zunächst nach Nordwesten, dann nach Westen und erreichte in der Nähe von Miami zwischen den Städten Hallandale und Aventura schließlich die Südspitze Floridas. 14 Menschen kamen dabei ums Leben. Katrina schwächte sich über Land leicht ab und wurde für einige Stunden vom Hurrikan zum Tropensturm herabgestuft.
Eine Stunde, nachdem er den Golf von Mexiko erreicht hatte, erlangte er wieder den Status eines Hurrikans. Durch hohe Wassertemperaturen um 30 °C sowie infolge einer starken Divergenz der Höhenströmung setzte ein rapider Druckabfall und damit eine massive Verstärkung ein. Am Morgen des 27. August erreichte der Sturm die dritte Stufe der Saffir-Simpson-Hurrikan-Windskala (major hurrican), wodurch er zum dritten Großen Hurrikan des Jahres anwuchs. Der Kerndruck war mittlerweile auf 940 hPa gefallen sowie die Windgeschwindigkeiten auf 185 km/h angestiegen. Am Morgen des 28. August 2005 wurde er schließlich in Stufe fünf gesetzt und um ein Uhr nachmittags erreichte er seine maximale Stärke. Katrina wies zu diesem Zeitpunkt Windgeschwindigkeiten von bis zu 280 km/h sowie Sturmböen von bis zu 344 km/h auf. Sein Kerndruck war auf 902 hPa abgefallen. Katrina war damit einer der schwersten gemessenen Stürme im Golf von Mexiko, wurde aber nur wenige Wochen später von Hurrikan Rita übertroffen.
In den frühen Morgenstunden des 29. August 2005 (Montag), kurz nachdem er durch interne turbulente Prozesse auf die Stufe vier zurückgestuft wurde, traf er bei Buras-Triumph in Louisiana auf die Südküste der USA. Beim Auftreffen auf das Festland verringerte sich die Windgeschwindigkeit auf 200 km/h. Nachdem er sich über das südöstliche Louisiana bewegt hatte, wurde er in der Nähe des Mississippi River zum dritten Mal von Land gesichtet. Dabei schwächte er sich in der Nacht zum 30. August zum tropischen Sturm und schließlich zum tropischen Tief ab.
Etwa 1,3 Millionen Menschen verließen nach entsprechenden Aufrufen der lokalen Behörden das Gebiet rund um New Orleans und flüchteten bis nach Texas. Schon einige Tage vor dem Landgang Katrinas bei New Orleans hatte der National Weather Service vor Katrina gewarnt und kontinuierlich neue Modellrechnungen über Intensität und Zugbahn des Hurrikans veröffentlicht sowie Informationen über die zu erwartenden Niederschläge und Flutwellen bereitgestellt. Die Beobachtungsdaten stammten hauptsächlich von Wettersatelliten und Hurricane Hunters, die in die mittleren Höhenbereiche des Wirbelsturms einflogen und Fallsonden (Dropsonden) aussetzten. Diese Sonden lieferten Messdaten über Windgeschwindigkeit, Luftdruck, Temperatur und Luftfeuchte, die per Funk zur Bodenstation gesendet wurden. Die Piloten berichteten, dass die Turbulenzen im eye-wall, dem Cumulonimbus-Wolkenwall um das Auge des Orkans, unvorstellbare Intensitäten erreicht haben sollen.

## Vorbereitungen auf den Sturm

### Florida
Beim Auftreffen von Katrina auf Florida gab es nur ungenügende Warnungen, da sich der Sturm sehr schnell von einem harmlosen Unwetter in einen Hurrikan verwandelt hatte. Als Katrina in Höhe Miami-Dade- und Broward County auf das südliche Florida traf, konnte die Küstenwache viele Personen, die im betroffenen Gebiet wohnten, evakuieren. Am 25. August 2005 erreichte der Hurrikan die Städte Aventura (Miami-Dade County) und Hallandale (Broward County). Allerdings hatten die Prognosen des National Hurricane Center (NHC) zutreffend vorausgesagt, dass sich Katrina auf die Größe eines Hurrikans verstärken würde, bevor er das Land erreichte; Beobachtungen und entsprechende Warnungen waren bereits zwischen 31,5 und 19,5 Stunden vorher veröffentlicht worden, also nur geringfügig verspätet gegenüber dem üblichen Zielkorridor von 24 bis 36 Stunden.
Als Reaktion auf das Vorrücken von Katrina auf die Küste rief Floridas Gouverneur Jeb Bush am 24. August den Notstand aus. Im südlichen Teil des Bundesstaates wurden daraufhin Unterkünfte eröffnet sowie Schulen geschlossen. Ebenso wurde eine Reihe von (meist freiwilligen) Evakuierungsaufforderungen erlassen. Für die besonders gefährdeten Wohnungen in Martin County wurde die Evakuierung gesetzlich angeordnet.

### US-Regierung
Am Vormittag des 25. August um zehn Uhr hatte sich Katrina, die sich noch im Golf von Mexiko befand, auf die Stufe drei vergrößert. Am Nachmittag erkannte das National Hurricane Center, dass Katrina bereits den Weg über die Halbinsel von Florida eingeschlagen hatte, und revidierte seine überarbeitete Prognose, wonach der Sturm vom Zipfel Floridas direkt zur Mississippi-Küste ziehen würde. Das NHC richtete daraufhin am 27. August um zehn Uhr vormittags ein besonderes Augenmerk auf die Situation im südöstlichen Louisiana, einschließlich New Orleans und dessen nähere Umgebung. Am Nachmittag beschloss das NHC, die Beobachtung auf die Küstenlinien der Staaten Mississippi und Alabama sowie die Küstengebiete Louisianas bis nach Intracoastal City auszudehnen.
Am 27. August, bevor der Sturm wieder die Küste erreichte, der mittlerweile auf Stufe 3 hochgestuft worden war, rief US-Präsident George W. Bush den Notstand für die drei Bundesstaaten Louisiana, Mississippi und Alabama aus. Am selben Abend erhöhte das NHC seine Prognose für den Abschnitt Morgan City (Louisiana) und die Grenze zwischen Florida und Louisiana wiederum, indem es zwölf Stunden nach der vorherigen Bekanntgabe eine Hurrikanwarnung verkündete. Ferner gab es für den Küstenbereich des nordwestlichen Floridas eine Warnung bezüglich eines tropischen Sturms heraus.
Am 28. August, als die Größe von Katrina bekannt wurde, dehnte das NHC seine Warnungen auf den gesamten Küstenbereich von Louisiana und den größten Teil des nordwestlichen Floridas aus. Das Büro New Orleans/Baton Rouge des nationalen Wetterdienstes gab daraufhin einen anschaulichen Lagebericht heraus, der voraussagte, dass die Region nach dem „vernichtenden Schaden“, der von Katrina verursacht worden war, „auf Wochen unbewohnbar“ sein werde; zu dieser Zeit waren die Auswirkungen von Katrina mit denen des Hurrikan Camille aus dem Jahr 1969 vergleichbar.
In weiten Gebieten des südöstlichen Louisiana sowie in den Küstengebieten der Bundesstaaten Mississippi und Alabama gab es sowohl auf freiwilliger als auch auf gesetzlich angeordneter Basis Evakuierungen. Insgesamt wurden etwa 1,2 Millionen Bewohner der Golfküste evakuiert.

### New Orleans

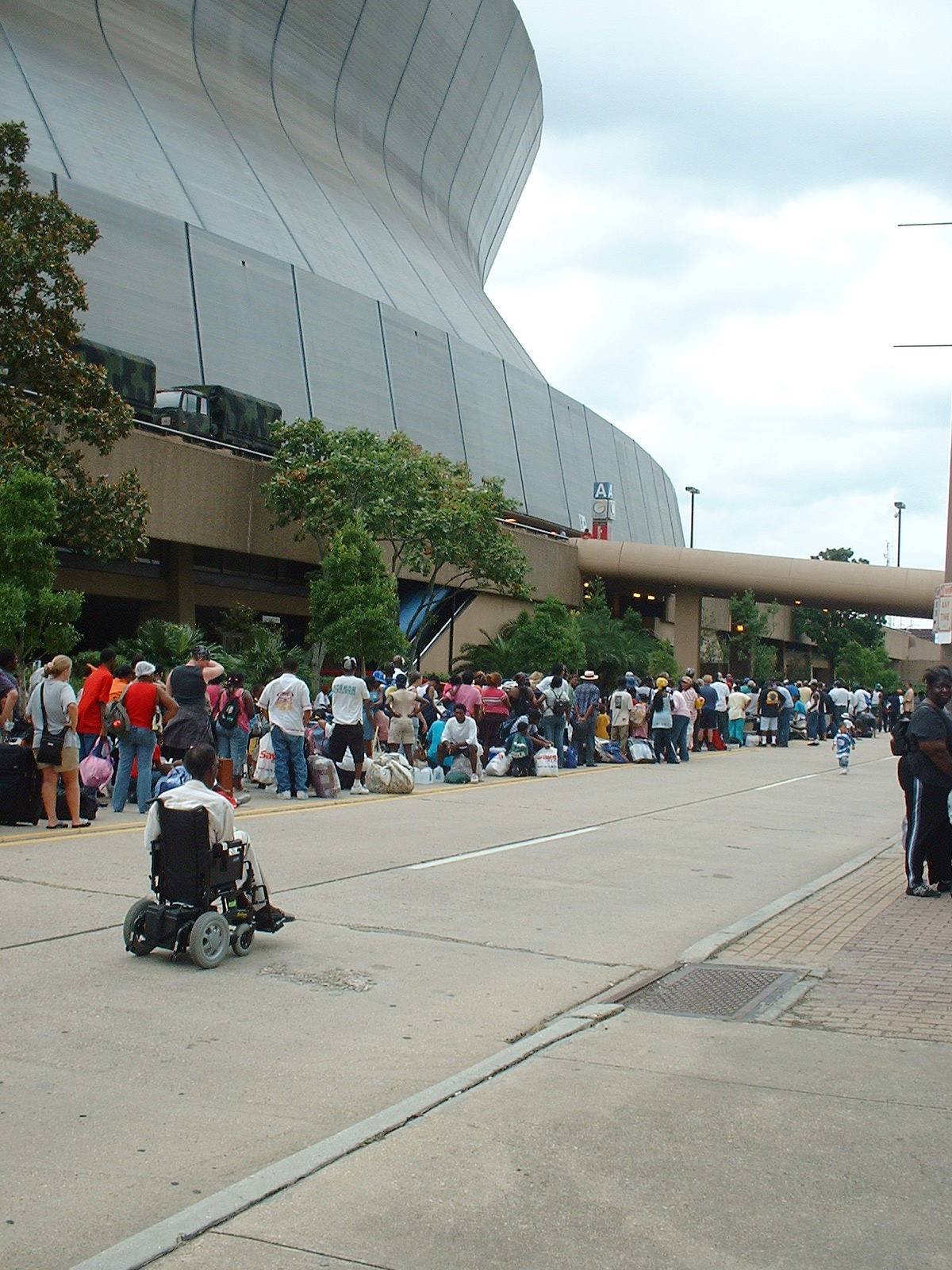
Menschen fliehen in den Louisiana Superdome

Am 26. August wurde die Möglichkeit einer noch nie da gewesenen Katastrophe fest einkalkuliert. Viele Computermodelle hatten den potenziellen Weg von Katrina 230 Kilometer westlich vom Nordwesten Floridas festgelegt, die Stadt New Orleans lag genau im Zentrum der wahrscheinlichsten Route. Die Wahrscheinlichkeit, dass die Zugroute die Stadt trifft, betrug 17 Prozent, am 28. August erhöht auf 29 Prozent. Die Risiken eines direkten Auftreffens des Hurrikans auf New Orleans waren bekannt: Studien der Federal Emergency Management Agency und des United States Army Corps of Engineers hatten bereits davor gewarnt, dass dies zu einer massiven Überflutung führen könnte. Dadurch würden Tausende ertrinken, noch viele weitere würden an Krankheiten und an Mangel an sauberem Trinkwasser sterben, da sich das Flutwasser nur langsam aus der Stadt zurückziehen würde.
Abgesehen von möglichen Dammbrüchen sollte das vordere rechte Viertel des Hurrikans mit den stärksten Winden eine 8,5 Meter hohe Flutwelle verursachen; die Funktionsträger des Notfallmanagements befürchteten, dass diese die Deiche der Stadt New Orleans überwinden könnte und so eine Flutkatastrophe verursachen würde. Die besondere Gefahr für New Orleans beruhte auf seiner Lage: Insbesondere die Gebiete am nahe gelegenen Pontchartrain-See befinden sich unter dem Niveau des Meeresspiegels, die Stadt selbst zu etwa 80 %, ihr näherer Umkreis zu etwa 20 %.
Deshalb sollten die Stadt New Orleans und die gefährdeten Bereiche Louisianas an diesem Tag erstmals zwangsevakuiert werden. Ein Hurrikan der Stufe drei hätte den Southeast Louisiana Hurricane Evacuation and Sheltering Plan vom Januar 2000 auslösen sollen. Der Plan verteilte klar die Zuständigkeit der staatlichen Stellen; Personen, die über keine Kraftfahrzeuge verfügten, sollten mit Schulbussen evakuiert werden. Die Busse versanken jedoch ungenutzt.
Wer die Stadt nicht rechtzeitig verlassen konnte, sollte jetzt im Louisiana Superdome, dem Football-Stadion in New Orleans, Zuflucht finden. Die Zahl der Menschen, die in den Superdome flohen, lag zwischen 20.000 und 60.000. Auch der Superdome wurde während des Sturms schwer beschädigt und später von den Fluten eingeschlossen, so dass er ebenfalls evakuiert werden musste.

### Übrige Golfküste

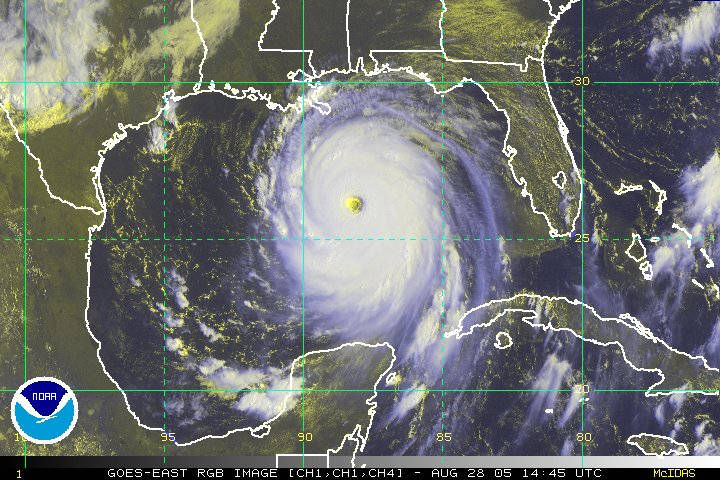
Satellitenaufnahme NOAA 28. August 2005

In Vorbereitung auf den Sturm aktivierte der Staat Mississippi seine Nationalgarde am 26. August. Zusätzlich stellte die Regierung des Bundesstaates am Folgetag sein Operationszentrum für Notfälle in Dienst, und die lokalen Verwaltungen begannen, Evakuierungsbefehle auszuführen. Am 28. August um 19 Uhr führten elf Countys und elf Städte Zwangsevakuierungen durch. Am Morgen des Folgetags waren es bereits 412 Countys und 61 Städte. Zudem wurden in den Küstengemeinden 57 Notunterkünfte und 31 zusätzliche Unterkünfte, die im Bedarfsfall ebenfalls zur Verfügung stehen sollten, eingerichtet.
Der Plan von Louisiana für die Evakuierung im Falle eines Hurrikans sieht vor, dass lokale Verwaltungen von Gebieten an beziehungsweise in der Nähe der Küste Evakuierungsmaßnahmen in drei Phasen durchführen. Dabei sollen diese 50 Stunden vor dem Start der tropischen Windböen in der unmittelbaren Küstenregion beginnen. Gebiete, die der zweiten Phase zugeordnet sind, sollen 40 Stunden vor dem Einbruch des Sturmes evakuiert werden und Gebiete der Phase drei, zu der auch New Orleans gehört, 30 Stunden vor dem Sturm.
Allerdings waren mehrere solcher Fürsorge leistenden privaten Einrichtungen, die sich auf Busunternehmen und Evakuierungsrettungsdienste verließen, nicht in der Lage, ihren Aufträgen nachzukommen. Der Vorrat an Treibstoff und Ersatzautos war nicht sehr hoch, und mehrere öffentliche Nahverkehrssysteme waren vor dem Eintreffen des Sturms geschlossen worden. Nach einigen Schätzungen wurden 80 % der 1,3 Millionen Einwohner der Metropolregion von New Orleans evakuiert, und weitaus weniger Menschen blieben zurück als bei der Evakuierung nach dem Hurrikan Ivan im Jahr 2004.
Am 28. August, einem Sonntag, war fast die gesamte Infrastruktur entlang der Golfküste geschlossen worden, einschließlich des Eisenbahnverkehrs der Canadian National Railway und der Amtrak, der in die betroffene Region führte, sowie das Kernkraftwerk Waterford. Das NHC hielt seine Warnungen bis zum Tagesende des 29. August aufrecht, als Katrina bereits den Staat Mississippi erreicht hatte.

## Auswirkungen

### Auswirkungen insgesamt
Nach dem Sturm wurden 1836 Tote offiziell bestätigt. Ray Nagin, der Bürgermeister von New Orleans, vermutete zunächst, dass bis zu 10.000 Menschen an den Folgen des Sturms gestorben seien. Im Januar 2006 wurden laut CNN noch etwa 3200 Personen vermisst. In den ersten Tagen warteten viele auf ihren Häuserdächern auf Rettung. Trinkwasser in der Region wurde knapp, da das Leitungssystem durch den Bruch einer Versorgungsleitung mit Flutwasser kontaminiert wurde.
Hurrikan Katrina ist der kostspieligste Wirbelsturm, der die USA bisher heimsuchte. Experten schätzten anfangs die Schäden auf mehr als 26 Milliarden Euro. Später wurde diese Zahl auf mindestens 125 Milliarden Euro korrigiert. Der Versicherungsschaden belief sich auf 62,2 Milliarden US$. Mit dieser Schadensgröße übertrifft er Hurrikan Andrew, der 1992 den Süden Floridas verwüstete und die bis dahin größte Sturmkatastrophe seit Beginn der Aufzeichnung von Stürmen in den Vereinigten Staaten war. Die Größe des materiellen Schadens überstieg ebenfalls die des Seebebens im Indischen Ozean 2004. Der Hurrikan übertraf auch die wirtschaftlichen Schäden der Terroranschläge am 11. September 2001 bei Weitem.
Experten gingen von einer Million obdachlos gewordener Menschen aus. Etwa fünf Millionen Menschen hatten keinen Strom. Schätzungen gingen davon aus, dass es über zwei Monate dauern könne, bis dieser wieder flächendeckend verfügbar sei.

### Südflorida und Kuba

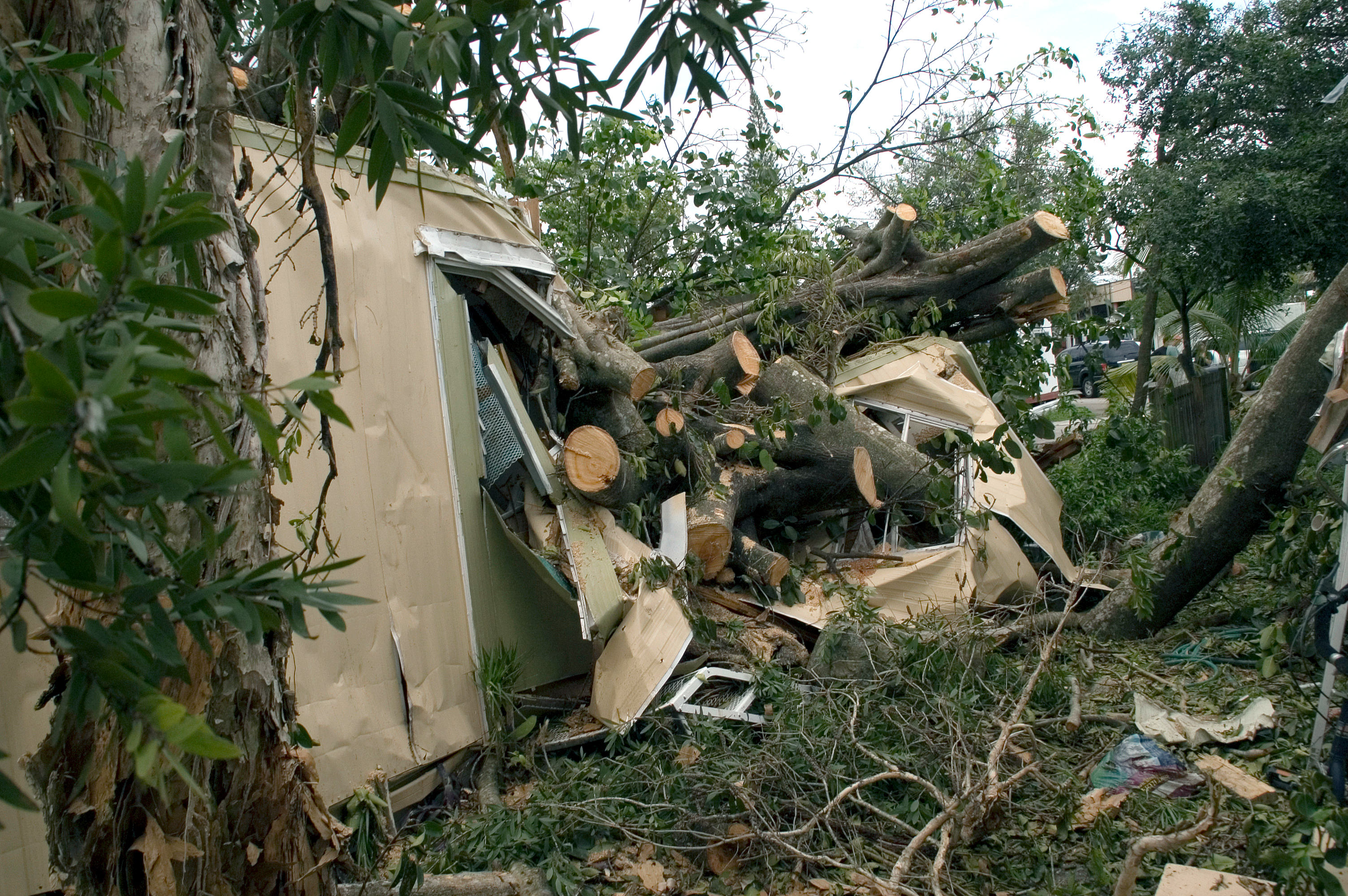
Schäden in Davie, Florida

Am 25. August traf Hurrikan Katrina im Süden Floridas zum ersten Mal auf Land, wo er als Hurrikan der ersten Stufe mit einer Windgeschwindigkeit von 130 Kilometern pro Stunde aufschlug. An einigen Orten gab es heftige Regenfälle, und in der Stadt Homestead betrug der Wasserpegel mindestens 35 Zentimeter. Im Monroe County maß die Sturmflut zwischen einem und anderthalb Metern. Mehr als eine Million Menschen verfügten über keinerlei Elektrizität mehr, und der in Florida entstandene Schaden wurde auf einen Betrag von 1 bis 2 Milliarden Dollar geschätzt, größtenteils durch die Flut und umgestürzte Bäume verursacht. Laut Bericht gab es in Florida insgesamt 14 Menschen, die durch Hurrikan Katrina umkamen.
Die meisten Inseln der Florida Keys erlebten die tropischen Windböen von Katrina, als sich das Zentrum des Sturmes in Richtung Norden bewegte, wobei der Sturm laut Berichten über die Dry Tortugas zog. Auch auf dieser Inselgruppe gab es starke Regenfälle, davon allein 25 Zentimeter in Key West. Am 26. August bildete sich ein Tornado der Stärke F1 auf der Fujita-Skala aus einem äußeren Regenband von Katrina und zog durch die Stadt Marathon. Dieser Tornado beschädigte einen Hangar am Flughafen und verursachte einen Sachschaden von etwa fünf Millionen Dollar.
Obwohl Hurrikan Katrina deutlich nördlich von Kuba blieb, brachte er am 29. August tropische Windböen und in den westlichen Regionen der Insel Regenfälle von mehr als 20 Zentimetern mit sich. Sie beschädigten Telefon- und Stromkabel und etwa 8000 Menschen wurden in der Region Pinar del Río evakuiert. Laut Fernsehberichten aus Kuba stand die Küstenstadt Batabanó zu 90 Prozent unter Wasser. Allerdings gab es in Kuba keine Berichte über Todesfälle infolge von Hurrikan Katrina.

### Louisiana

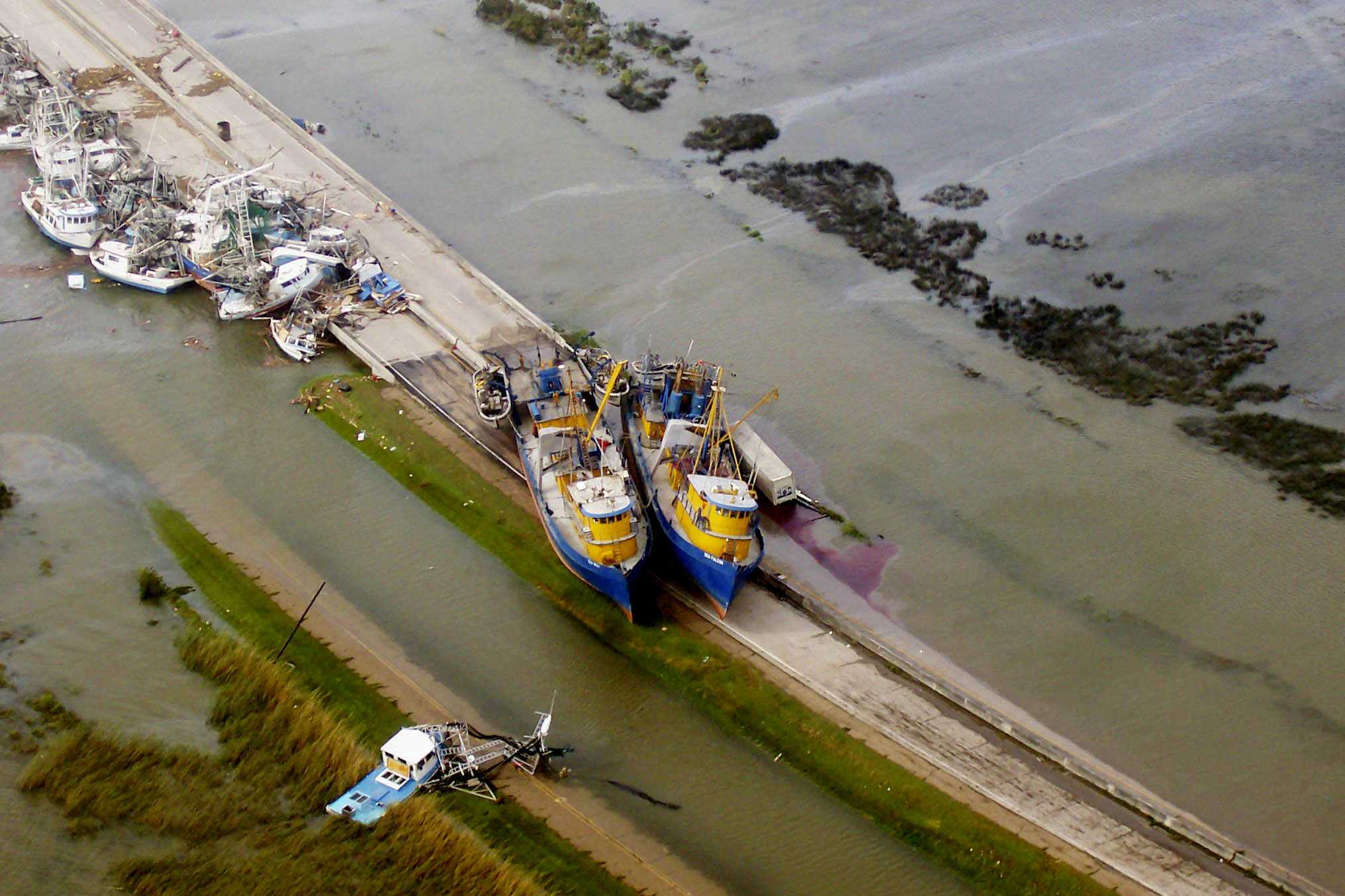
Fischkutter, die von Katrina auf das Land gehoben wurden

Am 29. August kam Hurrikan Katrina in der Nähe von Buras-Triumph mit Winden von 205 Kilometern pro Stunde als Sturm der Stufe 3 an. Sie hatte sich aber erst kurze Zeit zuvor von der Stärke 4 abgeschwächt und der Radius der stärksten Winde war riesig. Es ist möglich, dass im äußersten Südosten Louisianas kurzzeitig Winde der Stärke 4 über Land wehten. Obwohl die Sturmflut östlich des Wegs des Auges in Mississippi höher war, traf eine sehr große Flut die Küste von Louisiana. Die Höhe der Flut ist aufgrund fehlender Daten nicht bekannt, obwohl ein Flutpegel in Plaquemines Parish eine Sturmflut mit einem Übermaß von mehr als vier Metern angezeigt hatte und in Grand Isle eine Flut von drei Metern registriert wurde.
Hurrikan Katrina bescherte Louisiana heftige Regenfälle mit bis zu 25 Zentimetern, die in einem breiten Streifen im Osten des Staates fielen. In der Gegend von Slidell waren die Regenfälle noch heftiger; der höchste Wasserstand, der im Staat verzeichnet wurde, war ungefähr 38 Zentimeter. Infolge der Regenfälle und der Sturmflut stieg der Pegel des Pontchartrain-Sees und verursachte entlang des nordöstlichen Ufers große Überflutungen, die die Gemeinden von Slidell bis Mandeville betrafen. Das Wasser zerstörte mehrere Brücken einschließlich der Interstate-10-Zwillingsbrücke, die Slidell mit New Orleans verbindet. Fast 900.000 Menschen in Louisiana waren durch Hurrikan Katrina ohne Strom.
Im besonders schwer mitgenommenen St. Bernard Parish, das Katrina vollständig überflutete, ging die Suche nach Vermissten nur langsam voran. Laut einem Interview der The Times-Picayune aus New Orleans hatte der Coroner im November 2005 immer noch versucht, vom Amerikanischen Roten Kreuz eine Liste der Vermissten zu bekommen. Während auf dieser Liste einige Opfer waren, deren Leichen in ihren Häusern gefunden wurden, wurde die überwältigende Mehrheit durch Mundpropaganda und durch Listen der Kreditkartengesellschaften ausfindig gemacht. Bis Dezember 2005 standen insgesamt 147 Personen auf der offiziellen Vermisstenliste.
Allein in Louisiana starben 490 Menschen durch den starken Sturm. Einige starben auch in ihren Häusern, da diese durch den Sturm zerstört wurden.

### New Orleans

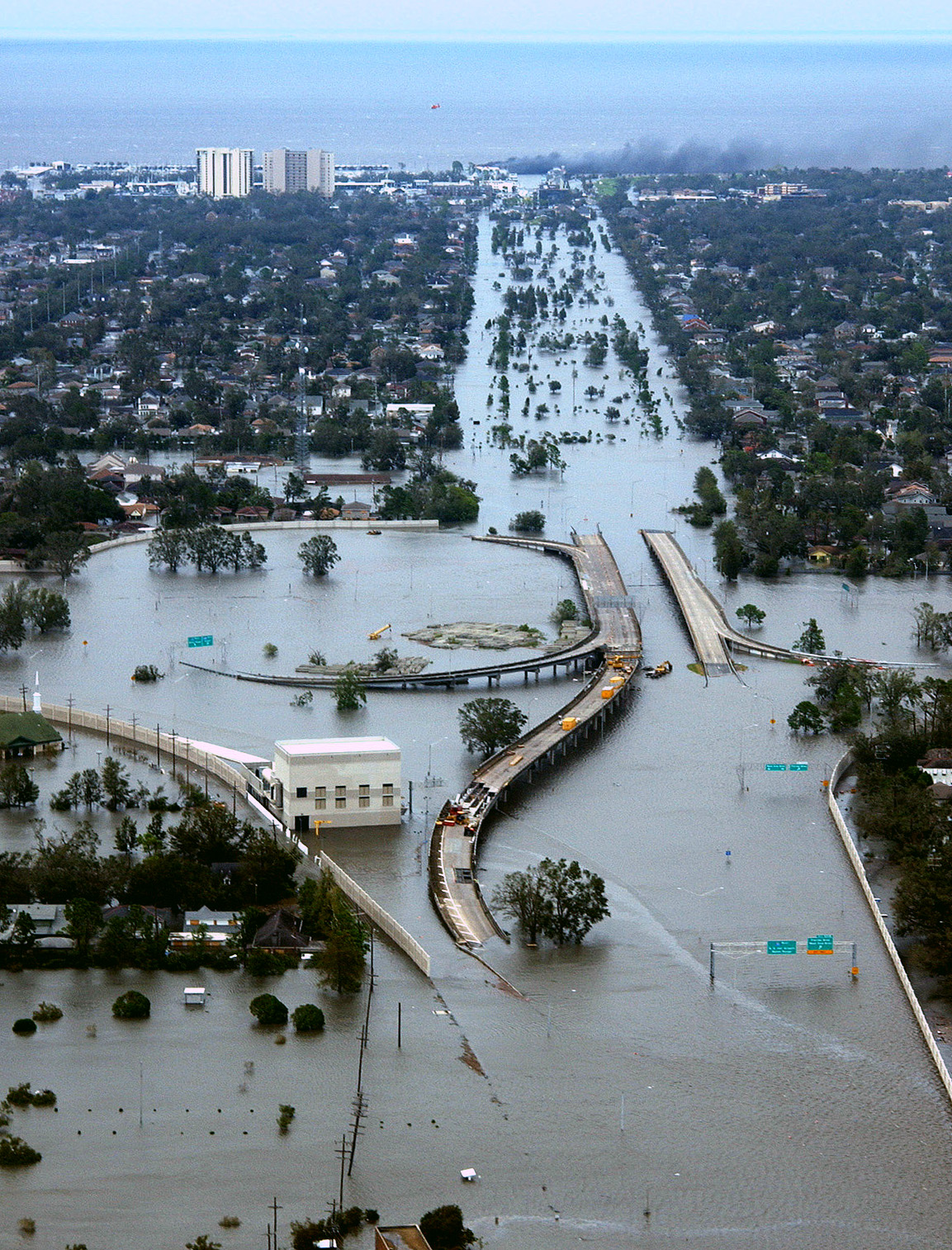
Das überflutete New Orleans

Satellitenbilder von New Orleans

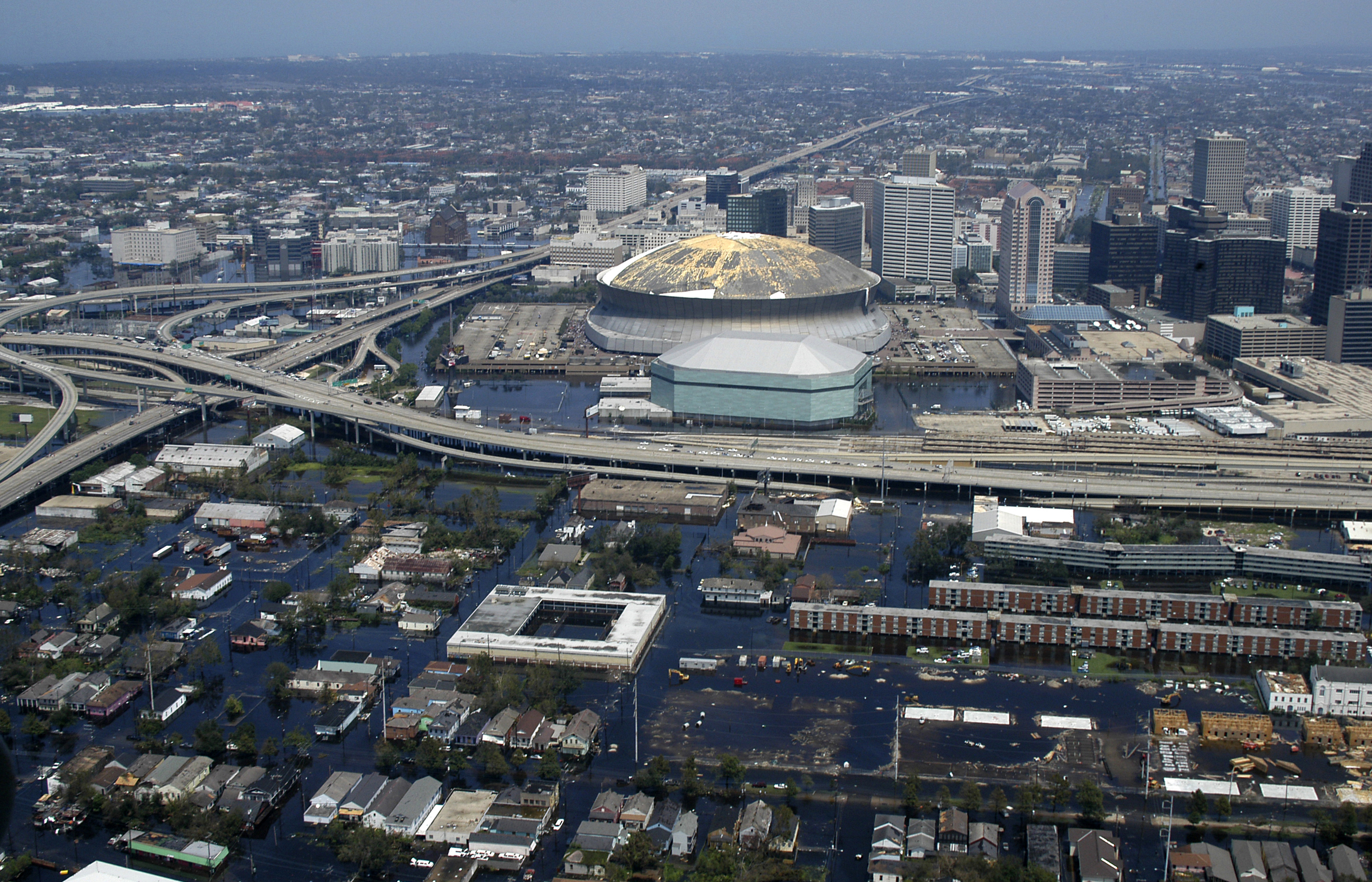
Der beschädigte Superdome inmitten des überfluteten New Orleans

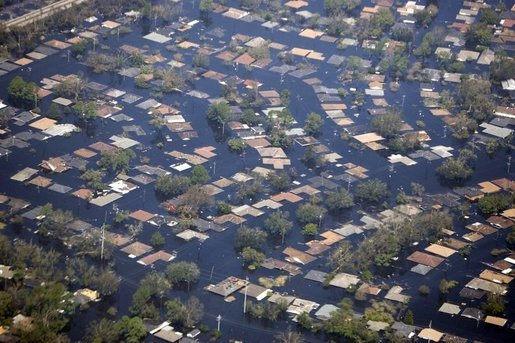
Unter Wasser stehendes Wohngebiet von New Orleans

Obgleich die Deiche („Levees“) des Mississippi River bei New Orleans hielten, durchbrachen die aufgepeitschten Flutwellen die kleineren Wände zweier Kanäle auf einer Länge von 150 m. Ab diesem Zeitpunkt floss unkontrolliert Brackwasser aus dem Lake Pontchartrain in die Stadt New Orleans. Da sich New Orleans zwischen dem Lake Pontchartrain und dem Mississippi sowie unterhalb von deren Wasserspiegel befindet, standen nach dem Bruch der Dämme bis zu 80 Prozent des Stadtgebietes bis zu 7,60 Meter tief unter Wasser. Es gelang nicht, die Dämme mit Sandsäcken abzudichten. Der Vorschlag, das Loch mit einem Schiff zu stopfen, wurde nicht umgesetzt. Wegen des Stromausfalls konnte das Wasser zunächst nicht abgepumpt werden. Die Stadt war über die Zufahrtsstraßen nicht mehr zu erreichen oder zu verlassen. Einer der beiden Flughäfen musste seinen Betrieb einstellen, da er komplett unter Wasser stand. Der zweite Flughafen wurde von Hurrikan Katrina nicht vollständig zerstört. Das Flughafengebäude und die Landepiste blieben intakt. Lediglich auf Radar und Bodenbeleuchtung mussten die Piloten verzichten. Nach Angaben der Flughafenleitung konnten rund 300 Flüge täglich abgewickelt werden.
An weiteren Stellen hatte das Wasser begonnen, die Deiche zu unterhöhlen. Selbst gegen die neu entstandenen Dammbrüche schienen die Krisenmanager der Region machtlos, da sowohl die notwendige Zahl an Helfern, als auch das Material und die Gerätschaften fehlten, den Ursachen entgegenzuwirken.
Die Wetteraussichten verhießen nichts Gutes: Für das Wochenende war eine schwere Wetterfront gemeldet, die die Hilfsarbeiten weiterhin erschwert hätten. Beim Bruch weiterer Dammteile oder bei neuem starken Niederschlag wäre nicht nur die Stadt vollständig überflutet worden, sondern auch das Hinterland mit schätzungsweise 20.000 dortigen Bewohnern vom Hochwasser betroffen gewesen. Dies wäre auch organisatorisch für die Rettungsmannschaften ein schwerer Rückschlag gewesen, da die Erreichbarkeit der Stadt aus dem Hinterland heraus mittels Hubschraubern dann nicht mehr reibungslos gesichert gewesen wäre.
Die Evakuierung des Louisiana Superdome, der eine Notunterkunft für zahlreiche Menschen darstellte, wurde ausgesetzt, nachdem angeblich ein Hubschrauber beschossen worden war. Rund um den Superdome wurden Mülltonnen in Brand gesetzt. Auch die bereits angelaufene Evakuierung mit Bussen wurde ausgesetzt, nachdem bereits die ersten Busse im Reliant Astrodome in Houston angekommen waren. Der Astrodome sollte als Ersatz für den Superdome herhalten und den evakuierten Menschen als Notunterkunft dienen. Doch bereits am 2. September war der Astrodome überfüllt und konnte keine weiteren Flüchtlinge mehr aufnehmen. Berichte über Schüsse auf Rettungshubschrauber wurden unterdessen gegenüber ABC News von einer Federal-Aviation-Administration-Sprecherin dementiert.
| Rang                                        | Hurrikan     | Saison | Luftdruck (in mbar) |
| ------------------------------------------- | ------------ | ------ | ------------------- |
| 1                                           | Labor Day    | 1935   | 892                 |
| 2                                           | Camille      | 1969   | 900                 |
| 3                                           | Irma         | 2017   | 914                 |
| 4                                           | Katrina      | 2005   | 920                 |
| 5                                           | Andrew       | 1992   | 922                 |
| 6                                           | Indianola    | 1886   | 925                 |
| 7                                           | Florida Keys | 1919   | 927                 |
| 8                                           | Okeechobee   | 1928   | 929                 |
| 9                                           | Miami        | 1926   | 930                 |
| 10                                          | Donna        | 1960   | 932                 |
| Quelle: HURDAT, Hurricane Research Division |              |        |                     |

Die Evakuierung des Superdomes wurde am 3. September erneut unterbrochen, weil immer noch zu wenige Busse zur Verfügung standen, und am Tag darauf abgeschlossen.
Angesichts der einsetzenden Skandalberichterstattung vieler Medien schien in der Stadt Anomie zu herrschen, gegen die die Polizei und das Militär verzweifelt den Versuch unternahmen, die Lage unter ihre Kontrolle zu bringen. Zeitweise wurden alle Rettungseinsätze in der Stadt abgebrochen, da es wiederholt zu Angriffen auf die Rettungsmannschaften gekommen sei.
Über zwei Krankenhäuser wurde berichtet, sie würden von Plünderern besetzt. In das Convention Center seien 10.000 bis 20.000 Menschen geflüchtet. Diese Einrichtungen wurden in den ersten Tagen nach der Katastrophe vollkommen vernachlässigt. Die Menschen dort mussten ganz ohne Versorgung auskommen. Es kursierten Berichte, dass Banden in der Nacht Jugendliche im Convention Center vergewaltigten und töteten. Am 3. September begann die Evakuierung des Convention Center, die am Tag darauf abgeschlossen wurde.
Die Seuchengefahr durch das verschmutzte Wasser, in dem Leichen, Abfälle, Chemikalien und Kot trieben, stieg stetig. Besonders bakterielle Darminfektionen und Hepatitis A wurden befürchtet. Es wurden einige Fälle von Ruhr gemeldet. Das Risiko eines Ausbruchs von Cholera und Typhus wurde noch als relativ gering eingestuft.
Am Ostufer der Stadt kam es am Morgen des 2. September zu zwei Detonationen. Am 3. September berichtete CNN von zwei großen Bränden in der Industriegegend am Mississippi.
Nach Aussagen des Bürgermeisters Ray Nagin sollte es zwischen drei und vier Monate dauern, bis die Menschen wieder in die Stadt zurückkehren könnten. Es wurde allerdings auch erwogen, die Stadt ganz oder zumindest zum Teil aufzugeben. Der republikanische Kongressabgeordnete Dennis Hastert meinte, es sei sinnlos, in eine Stadt zu investieren, die unterhalb des Meeresspiegels liege. Drei Jahre später lebten von den ursprünglichen 450.000 Bewohnern noch 120.000 Bewohner über die USA verteilt, und die Mieten stiegen um bis zu 50 Prozent. Fast jeder zweite dieser Evakuierten lebte noch in Notunterkünften oder erhielt noch bis März 2009 Mietgutscheine. Die Stadt hatte sich entschieden, die Besiedlungsdichte in den sozial schwachen Wohngebieten drastisch zu senken, zu diesem Zweck die Wohnanlagen nicht zu sanieren und vor allem in Innenstadtlage abzureißen, um diese für gemischtere Mieterschichten neu zu bebauen. Von den fünf öffentlichen Schulen blieben noch 2008 vier Schulen geschlossen und erst die Hälfte der Krankenhäuser funktionierte wieder.

### Mississippi

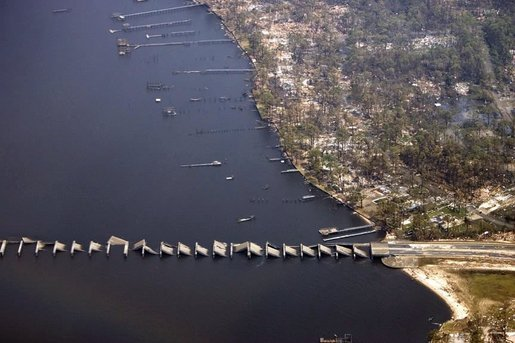
Eine zerstörte Brücke aus der Air Force One betrachtet

Die Golfküste von Mississippi erlitt am 29. August massiven Schaden durch die Auswirkungen von Hurrikan Katrina. Es wurden insgesamt 238 Todesopfer gezählt und 67 vermisst. Die Stadt Biloxi wurde größtenteils zerstört. Der materielle Schaden lag in Milliardenhöhe. Nachdem Katrina für kurze Zeit das erste Mal in Louisiana auf Land getroffen war, verließ sie das Meer endgültig an der Grenze zwischen Louisiana und Mississippi. Der Sturm zog als Hurrikan der Stufe 3 über die Städte Bay St. Louis und Waveland mit anhaltenden Winden von 195 Kilometern pro Stunde. Das kräftige vordere rechte Viertel von Katrina zog über die mittleren und westlichen Küstengebiete Mississippis und verursachte eine Sturmflut, die in vielen Gegenden bis zu zehn Kilometern in das Inland eindrang und bis zu 20 Kilometern an Orten, die an den Buchten oder Flüsse liegen. In einigen Gebieten reichte die Sturmflut sogar bis an die Interstate 10 heran.
Katrina verwüstete die Küste von Mississippi auf einer Länge von über 160 Kilometern; die Beschädigungen zogen sich bis nach Alabama fort. Über viele Stunden erhöhte sich der Wasserspiegel um 9 Meter bzw. über 12 Meter und wurde durch großen Wellengang begleitet. Die Winde hielten fast 36 Stunden lang an.
65.380 Häuser wurden in Mississippi insgesamt beschädigt oder zerstört, davon alleine rund 19.900 in Biloxi. In vielen Straßenblöcken widerstand kein einziges Haus dem Hurrikan. Boote und Haushaltsgeräte wurden nach dem Unwetter oft erst Kilometer entfernt wiedergefunden. Wind, Regen und die Sturmflut machten einige Wohngebiete, die unmittelbar am Strand lagen, dem Erdboden gleich. Ein Wohnungskomplex mit ungefähr 30 Bewohnern, die nach einer Unterkunft gesucht hatten, brach in sich zusammen. Erste Schätzungen von Funktionsträgern des Staates rechneten damit, dass 90 Prozent der Strukturen innerhalb eines Kilometers entlang der Küste komplett zerstört wurden. Mehr als die Hälfte der insgesamt 13 Casinos im Staat, die auf Prunkschiffen zu Wasser gelassen worden waren, um dem auf dem Festland geltenden Glücksspielgesetz des Staates zu entgehen, trieben die Wellen hunderte Meter ins Inland.

### Übriger Südosten der USA
Obwohl Katrina in der Region um die Staaten Mississippi und Louisiana auf Land traf, wurden auch Alabama und der Nordwesten Floridas von einer großen Sturmflut und tropischen Windböen in Mitleidenschaft gezogen. Anhaltende Winde mit einer Geschwindigkeit von 107 Kilometern pro Stunde wurden in Mobile in Alabama registriert. Die Sturmflut war dort ungefähr drei Meter hoch. Entlang der Mobile Bay verursachte die Flut große Überschwemmungen, die mehrere Kilometer weit ins Festland eindrangen. Ebenso traten in Alabama insgesamt vier Tornados auf.

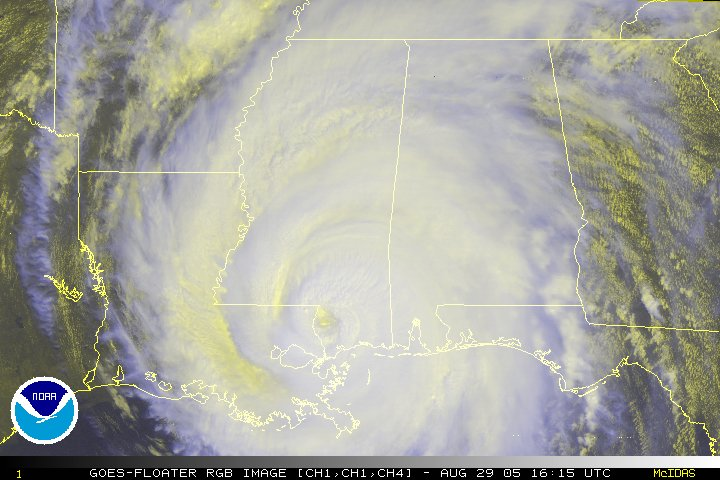
Satellitenaufnahme NOAA vom 29. August 2005

Ein in Bau befindlicher Bohrturm am Mobile River zerbrach an seinem Liegeplatz und wurde zwei Kilometer weit nach Norden getrieben, bevor er auf der Cochrane Bridge in der Nähe der Stadt Mobile aufschlug. Der Schaden auf Dauphin Island war drastisch, da die Flut mehrere Häuser zerstörte und einen neuen Kanal durch den westlichen Teil der Insel zerschnitt. Ein küstennaher Bohrturm strandete ebenfalls auf der Insel. Genau wie in Mississippi verursachte die Sturmflut auch an der Küstenlinie Alabamas Auswaschungen am Strand. In Alabama verloren mehr als 600.000 Menschen infolge von Hurrikan Katrina ihr Hab und Gut, außerdem starben dort zwei Menschen bei einem Verkehrsunfall.
Entlang des nordwestlichen Floridas war die Sturmflut die meiste Zeit über etwa anderthalb Meter hoch; an der mittleren Westküste Floridas war sie mit etwa einem halben Meter deutlich niedriger. In der Stadt Pensacola wurden am 29. August Winde mit einer Geschwindigkeit von 90 Kilometern pro Stunde registriert. Die Winde verursachten einige Schäden an Bäumen und der Infrastruktur, außerdem wurde der Nordwesten Floridas geringfügig überflutet. Außerdem gab es im Walton County bei einem Verkehrsunfall, der sich infolge von Katrina ereignet hatte, ebenfalls zwei Todesopfer.
Der Norden und der mittlere Teil von Georgia wurden von schweren Regenfällen und heftigen Stürmen in Mitleidenschaft gezogen, da der Sturm sich in Richtung Inland bewegt hatte; in mehreren Gebieten betrugen die Regenfälle mehr als siebeneinhalb Zentimeter.

### Übrige US-Staaten und Kanada
| Rang                            | Hurrikan            | Saison | Opfer       |
| ------------------------------- | ------------------- | ------ | ----------- |
| 1                               | „Galveston“         | 1900   | 8000–120001 |
| 2                               | „Okeechobee“        | 1928   | > 25001     |
| 3                               | Katrina             | 2005   | 1836        |
| 4                               | „Cheniere Caminada“ | 1893   | 1100–14001  |
| 5                               | „Sea Islands“       | 1893   | 1000–20001  |
| 6                               | „Florida Keys“      | 1919   | 778         |
| 7                               | „Georgia“           | 1881   | 7001        |
| 8                               | Audrey              | 1957   | 416         |
| 9                               | „Labor Day“         | 1935   | 408         |
| 10                              | „Last Island“       | 1856   | 4001        |
| 1geschätzt, gesamt Quelle: NOAA |                     |        |             |

Hurrikan Katrina wurde allmählich schwächer, während er sich weiter ins Inland bewegte. Allerdings wurden selbst am 30. August auf der Höhe von Fort Campbell (Kentucky) noch tropische Windböen registriert, und die Stürme beschädigten sogar Bäume im Bundesstaat New York. Die Reste des Sturms bescherten weiten Gebieten im Osten der USA starke Regenfälle und in Teilen von insgesamt 20 Bundesstaaten stand das Regenwasser fünf Zentimeter hoch. Am 30. und 31. August bildeten sich infolge von Katrina 62 Tornados in acht Staaten, die allerdings nur kleinere Schäden anrichteten.
In Kentucky hatte am Wochenende zuvor ein Sturm Überflutungen angerichtet, die nun durch die Regenfälle von Katrina noch verstärkt wurden. Ernie Fletcher, der Gouverneur von Kentucky, erklärte drei Countys zu Katastrophengebieten und rief im gesamten Bundesstaat den Notstand aus. In Hopkinsville kam ein Mensch ums Leben und Teile einer High School stürzten ein. Überflutungen in West Virginia und Ohio führten dort zu einer Reihe von Evakuierungsmaßnahmen, die Regenfälle in Ohio führten zu zwei Todesfällen. Außerdem verursachte Katrina in vielen Gebieten, insbesondere in den Großräumen Memphis und Nashville Stromausfälle. Insgesamt waren mehr als 100.000 Verbraucher in Tennessee zeitweise ohne Strom.
Die Reste von Katrina kamen mit einem frontalen System über Ohio zusammen, aber die Feuchtigkeit zog nach Norden und tat am 31. August in Kanada ihr Übriges. In Ontario gab es vereinzelt Berichte über Regenfälle von zehn Zentimetern und ebenso einzelne Berichte über Schäden, die durch umgestürzte Bäume hervorgerufen worden waren. Überflutungen traten sowohl in Ontario als auch in Québec auf, dabei schnitten sie eine Reihe abgelegener Dörfer von der Außenwelt ab.

## Folgen

### Reaktion von Stadtverwaltung und Bundesstaat
Im föderalistischen System der USA wird staatliche Macht grundsätzlich zunächst auf kommunaler Ebene, dann durch den Bundesstaat ausgeübt. Nur für bestimmte Aufgaben oder Notsituationen ist die Bundesregierung primär zuständig. Demnach war für die Notfallreaktionen in New Orleans zunächst die Stadtverwaltung unter Bürgermeister Ray Nagin verantwortlich. Der für Notfälle durch Hurrikane vorbereitete Comprehensive Emergency Management Plan wurde vom Bürgermeister jedoch nicht gestartet: Mehrere hundert Schulbusse standen schon bereit, geeignet zum Abtransport zehntausender Personen; sie wurden jedoch vom Bürgermeister nicht eingesetzt. Mehrere hundert kommunale Polizisten verließen ihre Posten und waren somit für den Zusammenbruch der Sicherheitslage mitverantwortlich, in Einzelfällen beteiligten sie sich sogar an Plünderungen. Auch die Gouverneurin Kathleen Blanco verhielt sich weitgehend passiv. Erst auf massiven politischen Druck des eigentlich unzuständigen US-Präsidenten Bush wurde die Evakuierung von New Orleans angeordnet.

### Reaktion der US-Regierung

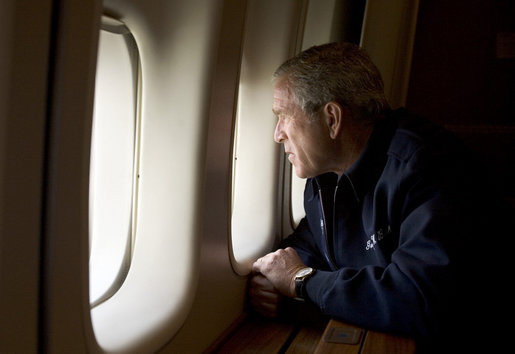
Präsident Bush in der Air Force One über dem Katastrophengebiet

Eine sogenannte Disaster-Recovery-Reaktion begann vor dem Sturm, als die Federal Emergency Management Agency Vorbereitungen traf. Als der Sturm das Land erreicht hatte, leistete ein Netzwerk Freiwilliger sowohl Einheimischen als auch Menschen, die sich zu diesem Zeitpunkt in New Orleans aufhielten, Hilfe. Diese Hilfeleistungen dauerten noch mehr als sechs Monate nach dem Sturm an.
US-Präsident Bush überflog am 31. August auf der Rückreise von seiner Ranch, auf der er sich nach dem Abflauen des Hurrikans noch drei Tage aufgehalten hatte, nach Washington das Krisengebiet. In einer Rede versprach er, dass alle nötige Hilfe geleistet werde und dass jedes Ausnutzen der Notsituation, sei es Wucher bei Treibstoffpreisen oder Plünderungen, bestraft werde. Die New York Times kritisierte, die Rede sei eine der schlechtesten in seinem Leben gewesen und nichts in seinem Verhalten deute darauf hin, dass er den Ernst der Lage begriffen hätte. Erst am 2. September reiste Bush ins Katastrophengebiet, wo er verkündete, der Kongress habe 10,5 Milliarden US-Dollar Soforthilfe zur Verfügung gestellt. Ray Nagin, Bürgermeister von New Orleans, hatte am Tag zuvor in einem Interview mit dem Radiosender WWL heftige Kritik an der Regierung in Washington geübt, deren Hilfe zu zögerlich komme. Kathleen Blanco, Gouverneurin von Louisiana, schloss sich der Kritik an. Bush äußerte daraufhin, die Kritik sei „unangemessen und inakzeptabel“.
Nach heftiger Kritik hatte Bush am 9. September 2005 den Direktor der Bundesbehörde für den Katastrophenschutz (FEMA), Michael Brown, von seiner Vor-Ort-Koordinationsarbeit entbunden. Brown trat am 12. September 2005 von seinem Amt zurück. So überraschend, wie der Präsident sagte, war das Ausmaß der Katastrophe nicht. Bereits im Oktober 2001 brachte die Zeitschrift Scientific American einen Artikel, in welchem das Szenario exakt beschrieben wurde.
Im Oktober 2006 wurde der Insurrection Act, der bis dahin nur bei Aufständen einen Militäreinsatz im Innern der USA erlaubte, auf Naturkatastrophen, terroristischen Anschläge, Epidemien und andere nationale Notstände ausgeweitet. Das United States Northern Command etablierte daraufhin die Joint Task Force (JTF) Katrina, die ihre Basis auf Camp Shelbey hatte. Bis zu 51.000 Angehörige der Nationalgarde wurden aktiviert, um die Folgen des Sturms zu beheben, die Truppen kamen aus allen 50 US-Staaten. Präsident Bush bekam erneut Unterstützung der früheren Präsidenten Bill Clinton und seines Vaters George Bush, die auch schon 2004 nach dem Seebeben im Indischen Ozean für ein höheres Spendenaufkommen gesorgt hatten.

### Energiekrise

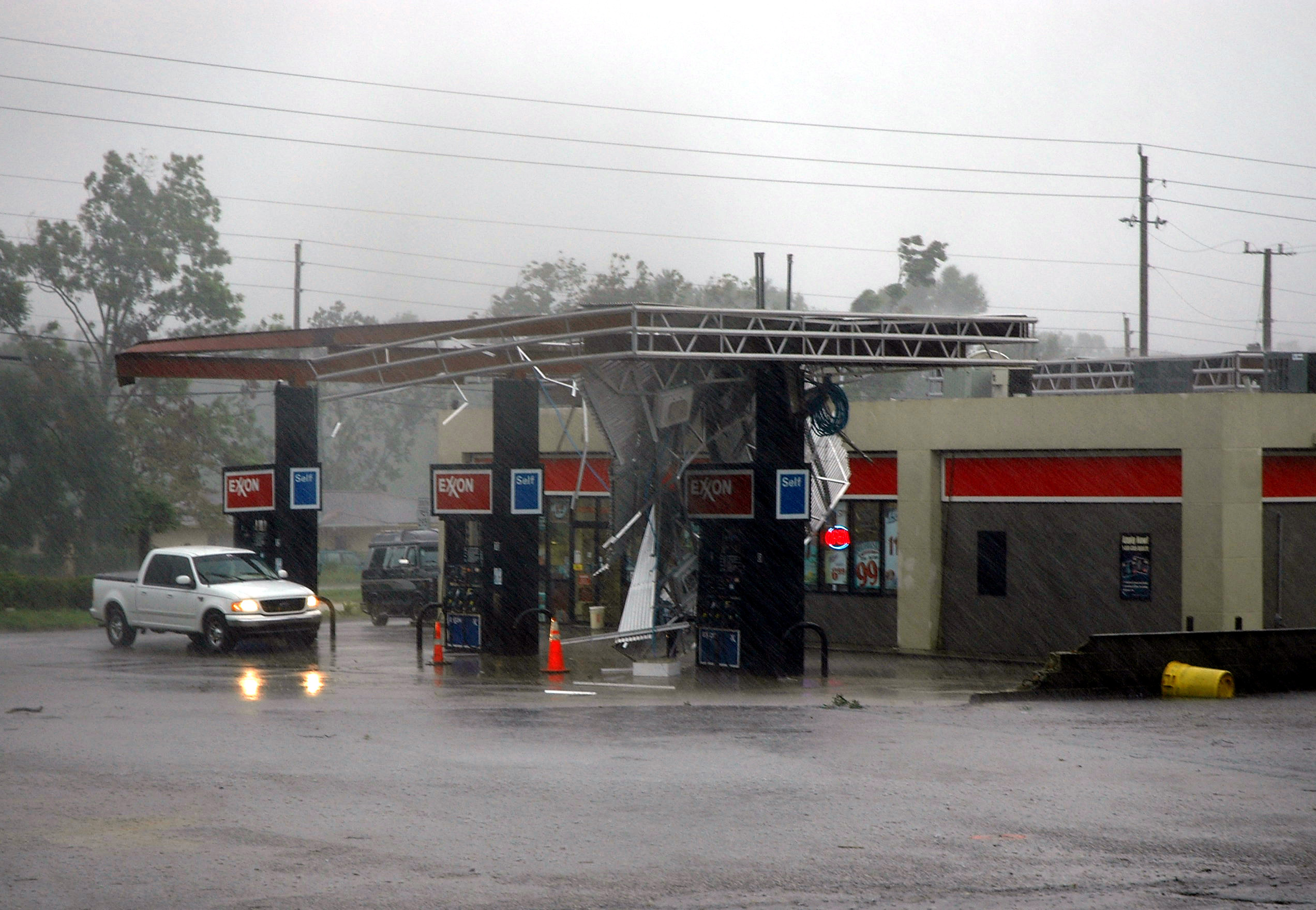
Tankstelle ohne Dach

Im Golf von Mexiko befinden sich einige hundert Bohrtürme und Bohrinseln. Insgesamt 30 Bohrinseln wurden durch Katrina entweder beschädigt oder zerstört. Über ein Viertel des amerikanischen Erdöls und Erdgases wird in dieser Region gefördert. Die dortige Ölproduktion, die ungefähr 24 Prozent der jährlichen Produktion ausmacht, wurde für die folgenden sechs Monate nach Katrina eingestellt. Die dortigen Raffinerien stellen den Großteil der US-Kapazität dar. Große Ölkonzerne mussten einige von Katrina gefährdete Förderanlagen stilllegen. Acht Raffinerien bleiben weiterhin geschlossen, und eine weitere arbeitet nur mit geringer Kapazität. Viele Pipelines wurden ebenfalls zerstört. Dies führte zu Steigerungen des Rohölpreises an der New Yorker Börse auf historische Höchststände von über 70 Dollar pro Barrel.
Wegen der ausgefallenen Raffineriekapazitäten stiegen die Treibstoffpreise weltweit stark an, da ein globales Erhöhen der Förderkapazität nicht mehr möglich war (vgl. Peak-Oil). In den USA kletterte der Benzinpreis von gut $ 2/gal (ca. 0,43 €/l) auf rund $ 3/gal (ca. 0,65 €/l). An einigen Stellen stieg der Preis zeitweise auf bis zu $ 8/gal (1,72 €/l). Auch zwölf Monate nach dem Sturm waren 15 Prozent der Öl- und 11 Prozent der Gasfördermengen noch immer nicht wiederhergestellt. Grund dafür waren die immer noch nicht abgeschlossenen umfangreichen Reparaturmaßnahmen.
In den Wochen unmittelbar nach Katrina wurde Treibstoff vor allem im mittleren Süden stark rationiert. Fast alle Tankstellen mussten vorübergehend den Tankbetrieb einstellen, da Benzin- und Dieselkraftstoffe nur sporadisch an die Tankstellen geliefert werden konnten und pro Fahrzeug begrenzt abgegeben wurden (Ausnahmen bildeten Einsatz- und Rettungsfahrzeuge). Eine weitere Folge des knappen Kraftstoffangebotes war die vorübergehende Schließung zahlreicher Geschäfte, vor allem Fast-Food-Lokale in Louisiana, Mississippi und Alabama. Sowohl Personal als auch Produkte hatten kaum die notwendigen Transportmöglichkeiten. Eine Normalisierung setzte erst vier Wochen nach Katrina ein.
In Deutschland stieg der Benzinpreis binnen Tagen um 18 Cent/l und erreichte somit am 3. September einen Höchststand von rund 1,45 € (2,21 Fr.) pro Liter Superbenzin. In der Schweiz stiegen die Bleifrei-95-Preise um rund 14 Rappen/l, was je nach Region und Marke Rekordhöhen zwischen 1,69 und 1,83 Fr. (1,10 € – 1,20 €) pro Liter ausmacht. Das V-Power von Shell nähert sich an einigen Orten gar der 2-Franken-Grenze. In Österreich kostete das Normalbenzin rund 1,20 € (1,83 Fr.). Zumindest in den USA gab es durch den Hurrikan eine Energiekrise, bspw. konnten 13 % des täglichen Kerosinbedarfs wegen des Sturms nicht mehr gedeckt werden. Um die Energiekrise einzudämmen, hatte die US-Regierung die Vorschriften für die Sauberkeit von Benzin ausgesetzt, die den Schwefelgehalt im Benzin regulieren, da die Reinigung des Benzins dessen nutzbare Menge herabsetzt.

### Auswirkungen auf die Umwelt
Katrina hatte tiefgreifende Auswirkungen auf die Umwelt. Die Sturmflut verursachte erhebliche Erosionen an den Küsten, und in einigen Fällen wurden diese komplett verwüstet. Auf Dauphin Island wurde der Sand, aus dem die dortige Sandbank besteht, ungefähr 150 Kilometer östlich der Stelle, an der der Hurrikan das Festland erreichte, quer über die Insel in den Mississippi Sound transportiert, wodurch die Insel in Richtung Festland verschoben wurde. Die Sturmflut und die Wellen richteten auch substanzielle Verwüstungen auf den Chandeleur Islands an, die bereits im Jahr zuvor von Hurrikan Ivan in Mitleidenschaft gezogen worden waren.
Das verloren gegangene Land diente zum Teil auch als Brutstätte für Meeressäugetiere, Braunpelikane, Schildkröten und Fische sowie für Wandervögel wie die Rotkopfente. Insgesamt 20 Prozent der lokalen Marschen wurden als Folge des Sturms von Wasser überschwemmt. Katrina hatte auch zur Folge, dass 16 Naturschutzgebiete geschlossen werden mussten, unter denen das Breton National Wildlife Refuge den größten Schaden erlitten hatte, da allein die Hälfte des Gebiets fortgespült wurde. Ebenso wirkte sich der Hurrikan auf die Lebensräume der Meeresschildkröten, der Kanadakraniche, der Kokardenspechte und der Alabama-Küstenmäuse aus.
Als Teil der Reinigungsbemühungen wurden schließlich die Flutgewässer, die New Orleans heimgesucht hatten, in den Pontchartrain-See gepumpt, was insgesamt 43 Tage dauerte. Dieses Wasser enthielt eine Mischung aus Abwasser, Bakterien, Schwermetallen, Pestiziden, giftigen Chemikalien und etwa 6,5 Millionen Gallonen Öl, die Wissenschaftler befürchten ließen, dass massenhaftes Fischsterben folgen würde.

### Versorgungsmangel und Gewalt
Kurz nachdem der Hurrikan am 30. August weiterzog, waren einige in der Stadt gebliebene Bewohner von New Orleans in ihrem Elend darauf angewiesen, in Geschäften nach Lebensmitteln und Wasser oder nach Dingen, die wegen der Zerstörungen nicht mehr erhältlich waren, zu suchen. Dabei nutzten selbst Polizisten die Situation auch für reine Plünderungen aus.
In den Sensationsmedien gab es fortlaufend Berichte über Autodiebstähle, Morde, Einbrüche und Vergewaltigungen; später wurde der Wahrheitsgehalt der meisten Meldungen in Frage gestellt. Tausende Angehörige der Nationalgarde und der Bundestruppen wurden zusammengesucht und zusammen mit einer Reihe Vollzugsbeamter aus dem ganzen Land nach Louisiana geschickt. Louisianas Gouverneurin Kathleen Blanco sagte laut Associated Press: „Sie haben M16-Gewehre, die gesichert und geladen sind. Diese Truppen wissen, wie sie schießen und töten sollen, und sie sind mehr als motiviert, das zu tun, und ich erwarte, dass sie es tun werden.“ Der demokratische Kongressabgeordnete William J. Jefferson aus Louisiana sagte in den ABC News: „Die Schießereien setzten sich fort. Die Heckenschützen trieben weiterhin ihr Unwesen. Erst in der ersten Septemberwoche hielten in der Stadt Recht und Ordnung allmählich wieder Einzug.“

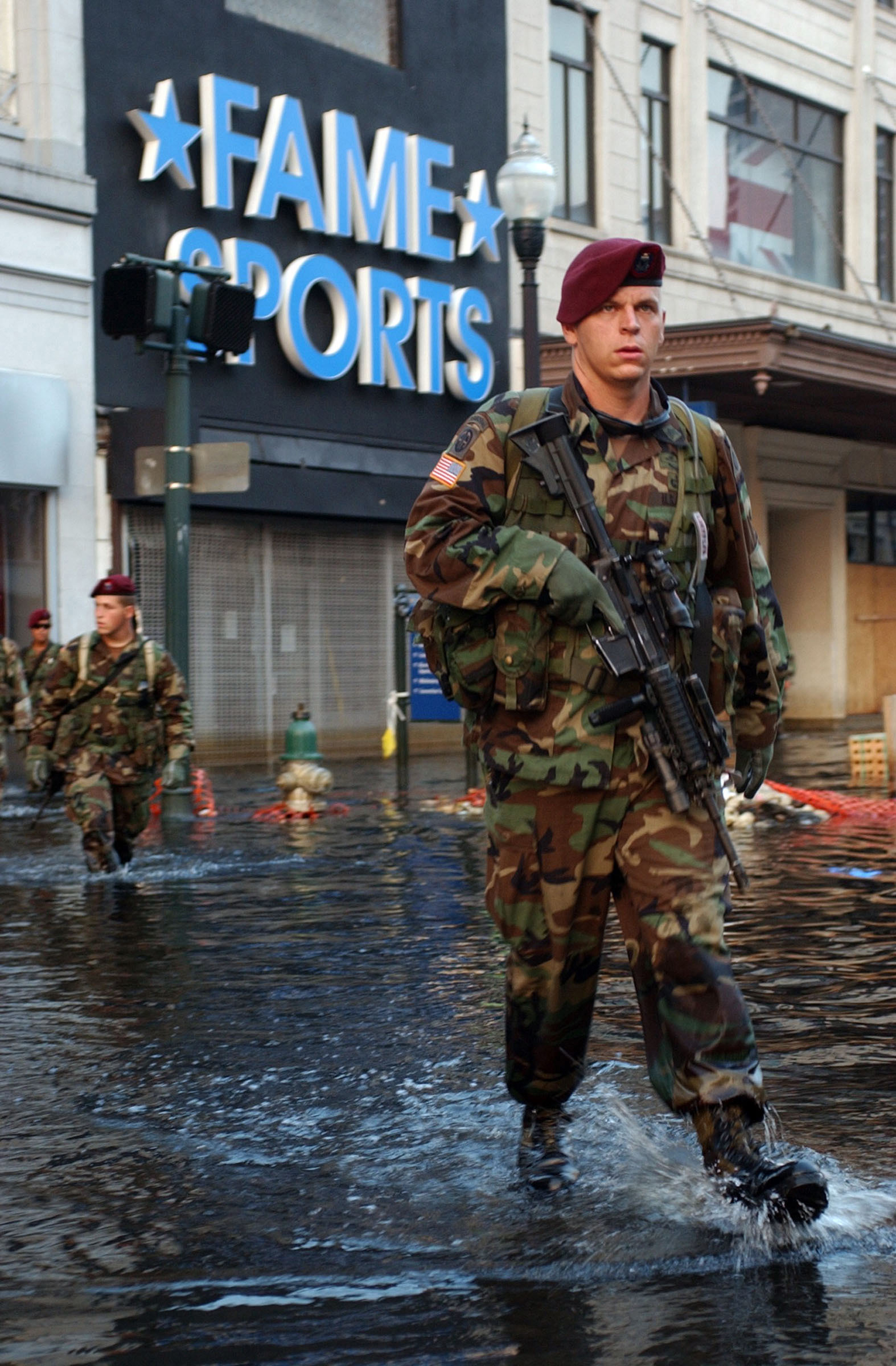
US-Soldaten der 82. Luftlandedivision patrouillieren in den Straßen von New Orleans

Es gab mehrere Schießereien zwischen der Polizei und Bewohnern von New Orleans. Weiße Bürgerwehren erschossen nach Schätzungen von Bürgerrechtlern „mehrere Hundert der 1800 Katrina-Toten“. Leichen, die noch Wochen nach der Flut auf den Straßen lagen, wurden von einer Privatfirma im Auftrag der Regierung in Massengräbern beigesetzt. Staatsanwaltliche Ermittlungen, so die Bürgerrechtler, habe es nicht gegeben.
Der Filmemacher Rasmus Holm dokumentierte in Welcome to New Orleans (2006) das Verhalten weißer Bürgerwehren aus einem weißen Vorort, dem Stadtteil Algiers Point, die offen von ihrer Jagd auf Afroamerikaner erzählen. Emotional wurde hier der Vigilantismus von Gästen einer Grillparty zur Sprache gebracht: „Ich hätte mir niemals träumen lassen, dass ich eines Tages mit zwei .38-Revolvern in meinen Taschen und einer Schrotflinte über der Schulter durch die Straßen von New Orleans gehen würde (…) Das war groß[artig], das war wie Fasanenjagd in South Dakota. Wenn es sich bewegt, erschießt du’s (…)“ Die Polizei von Grentna und Bürgerwehren verhinderten mit der Schusswaffe die Flucht der Flutopfer vom jenseitigen überschwemmten Teil des Mississippis über die Brücke in das sichere Parish. Insgesamt wurden zahlreiche Personen verhaftet, und am Bahnhof wurde zeitweise ein Gefängnis für etwa 700 Gefangene errichtet, das aus Käfigen aus Maschendraht bestand.
In Texas, wohin mehr als 300.000 Menschen ausgesiedelt worden waren, führten Beamte an 20.000 Ausgesiedelten Kontrollen durch, um die Vorbestraften auszusortieren. Auch Helfer, welche die Beamten unterstützten und Personen, die ihre Wohnungen zur Verfügung gestellt hatten, waren davon betroffen. Die meisten Kontrollen brachten für die Polizei allerdings keine besorgniserregenden Erkenntnisse.

### Auswirkungen der Naturkatastrophe auf die Sozialstruktur in New Orleans

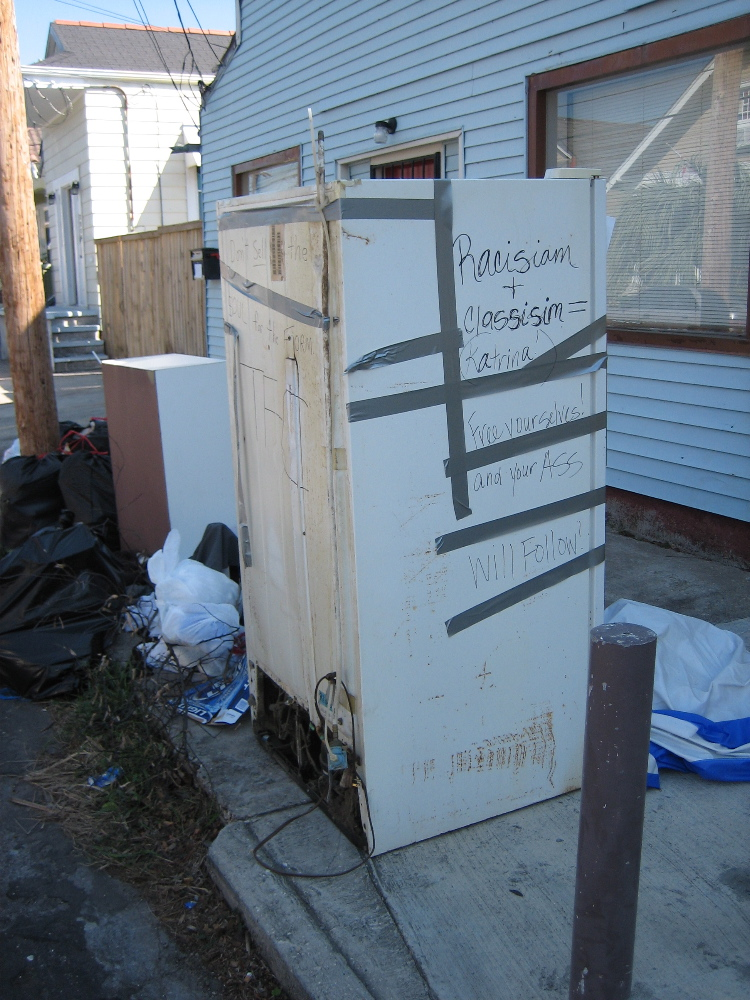
„Rassismus + Klassismus = Katrina“. Ein Graffiti zum Hurrikan Katrina in New Orleans

Der Hurrikan führte zu einer radikalen Veränderung der Sozialstruktur in New Orleans. Vor allem wurden Mieter von Sozialwohnungen im Innenstadtbereich von ihren Wohnbezirken ausgesperrt und die sogenannten Public Housing Projects von privaten Immobiliengesellschaften mittlerweile abgerissen. Auf den lukrativen Grundstücken entstehen mit Subventionen geförderte Mustersiedlungen für Bürger mit einem gemischten Einkommen. Nur ein kleiner Teil der ehemaligen Mieter soll dort eine Wohnung erhalten.
Über 99 Prozent der betroffenen Bewohner sind Afroamerikaner und vor allem alleinerziehende Mütter, Leute mit einem Handicap und ältere Menschen.
2008 hieß es in der Zeitschrift Geo: „Die Neubebauung und Renovierung dieser Anlagen würde nach offiziellen Schätzungen rund 400 Millionen Dollar kosten, ein Abriss hingegen etwa 700 Millionen Dollar. Dennoch lautet das offizielle Konzept für New Orleans: die Siedlungsdichte in diesen Vierteln senken.“
Zu den betroffenen Public Housing Projects gehören:
- Das nach dem Hurrikan Katrina abgeriegelte und später abgerissene St. Bernard Public Housing Development (1942–1943 erbaut, 2000: 1436 Wohneinheiten, nach Katrina für die Bewohner zugänglich gemachte Wohneinheiten: 0)
- Das CJ Peete Public Housing Project (1941 erbaut, 2000: 1403 Wohneinheiten, nach Katrina für die Bewohner zugänglich gemachte Wohneinheiten: 0)
- Das BW Cooper Project (1942–1943 erbaut, 2000: 1546 Wohneinheiten, nach Katrina für die Bewohner zugänglich gemachte Wohneinheiten: 261)
- Das Iberville-Project
- Das Tremé/Lafitte-Project (1941 erbaut, 2000: 896 Wohneinheiten, nach Katrina für die Bewohner zugänglich gemachte Wohneinheiten: 0)
- Das BW Cooper Project (1954 erbaut, 2000: 1546 Wohneinheiten, nach Katrina für die Bewohner zugänglich gemachte Wohneinheiten: 0)
- Das in 1990er Jahren sanierte St. Thomas Public Housing Development in New Orleans.

## Hilfeleistungen

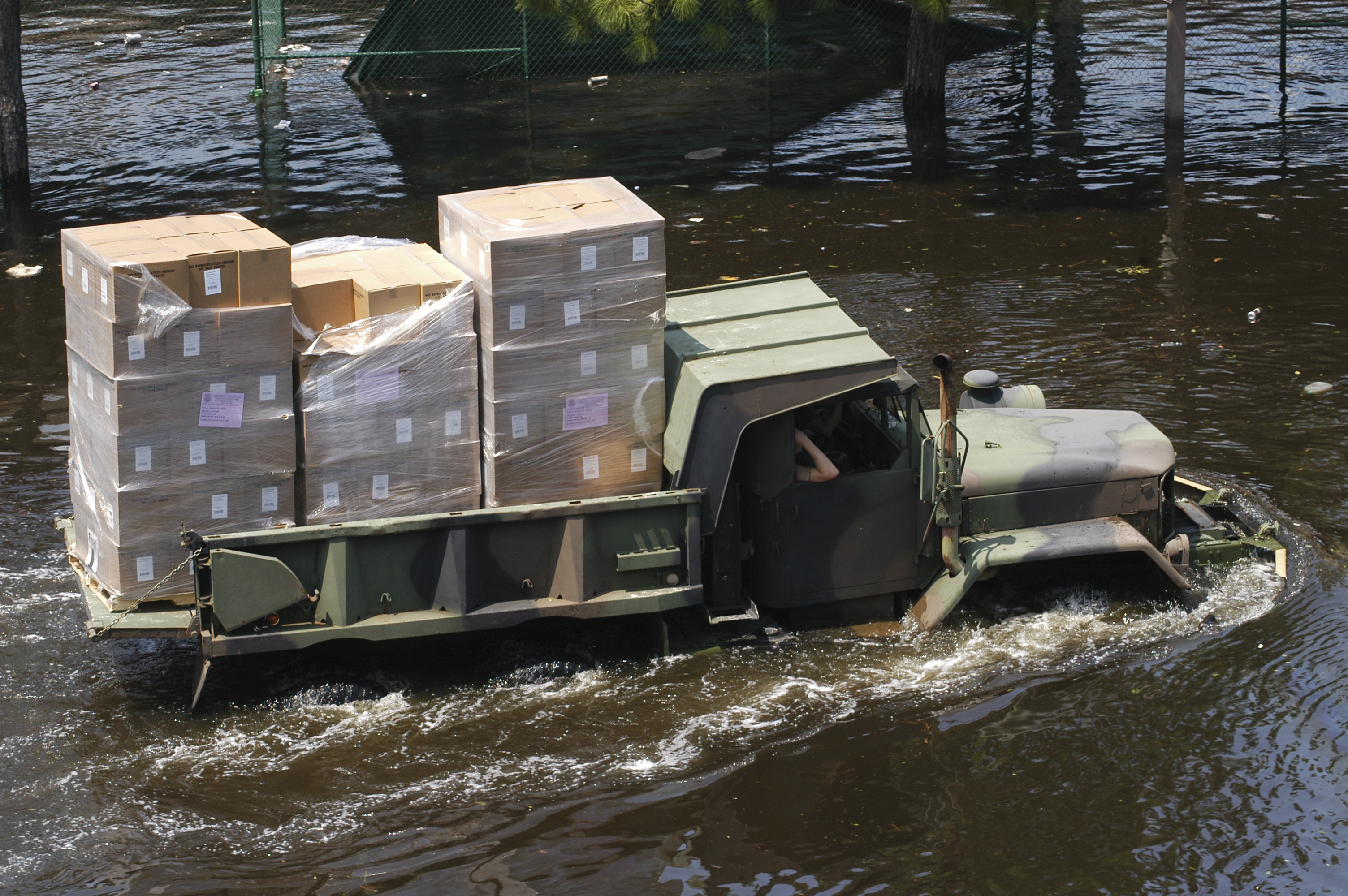
Ein LKW der Nationalgarde mit Hilfsgütern

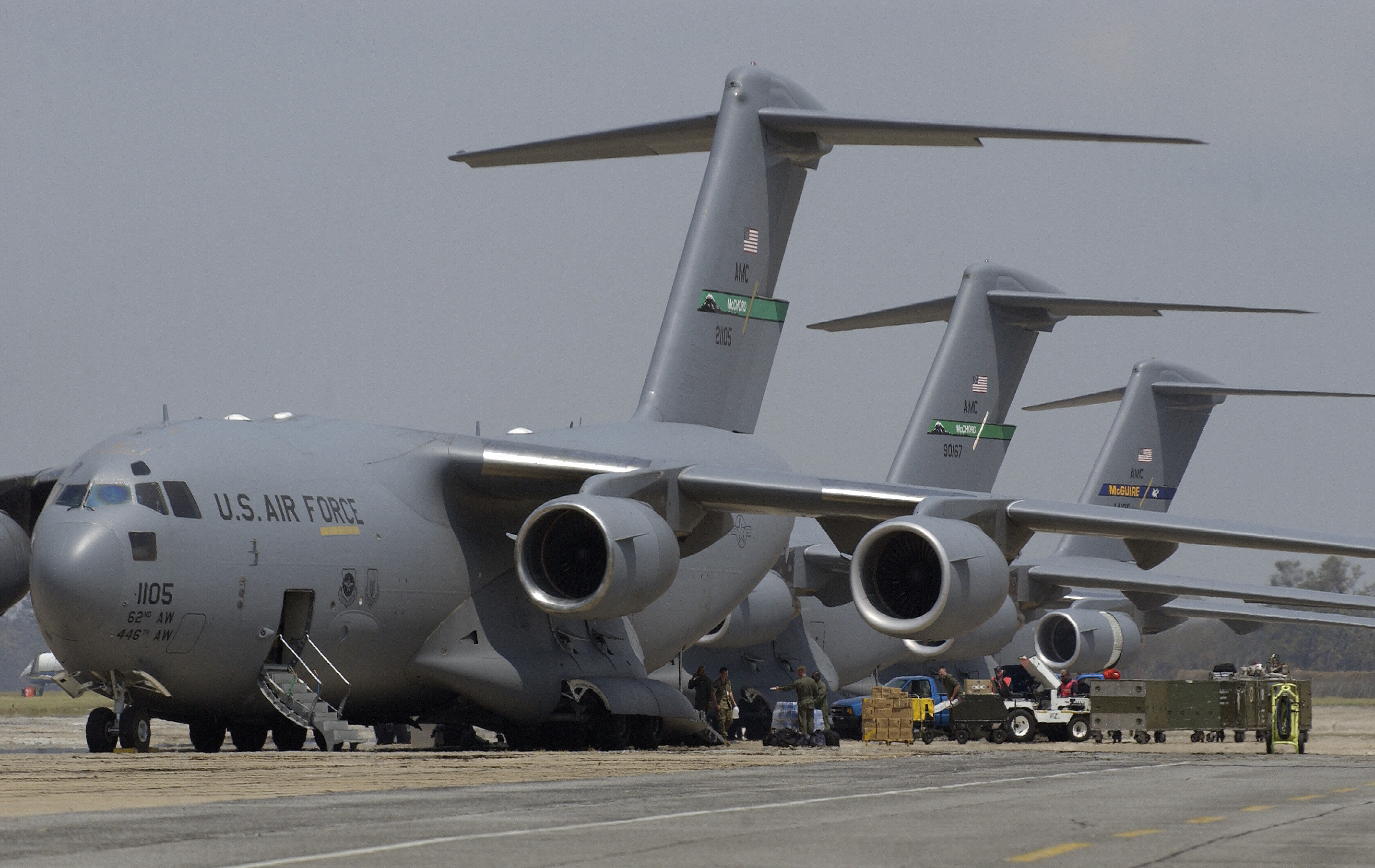
Boeing C-17 Globemaster der U.S. Air Force beim Entladen von Hilfsgütern in Mississippi, 31. August 2005

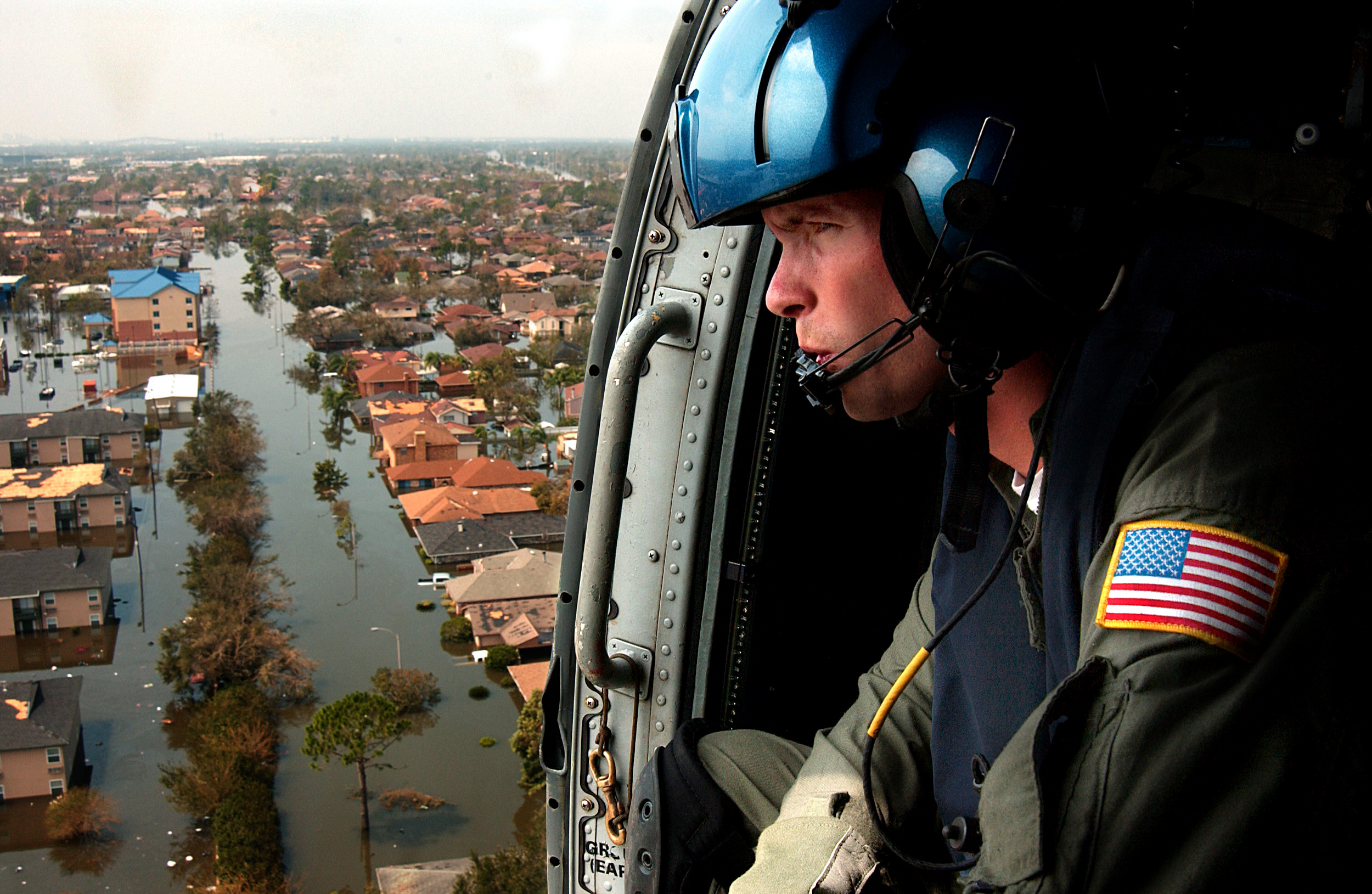
US-Küstenwache auf der Suche nach Überlebenden in New Orleans

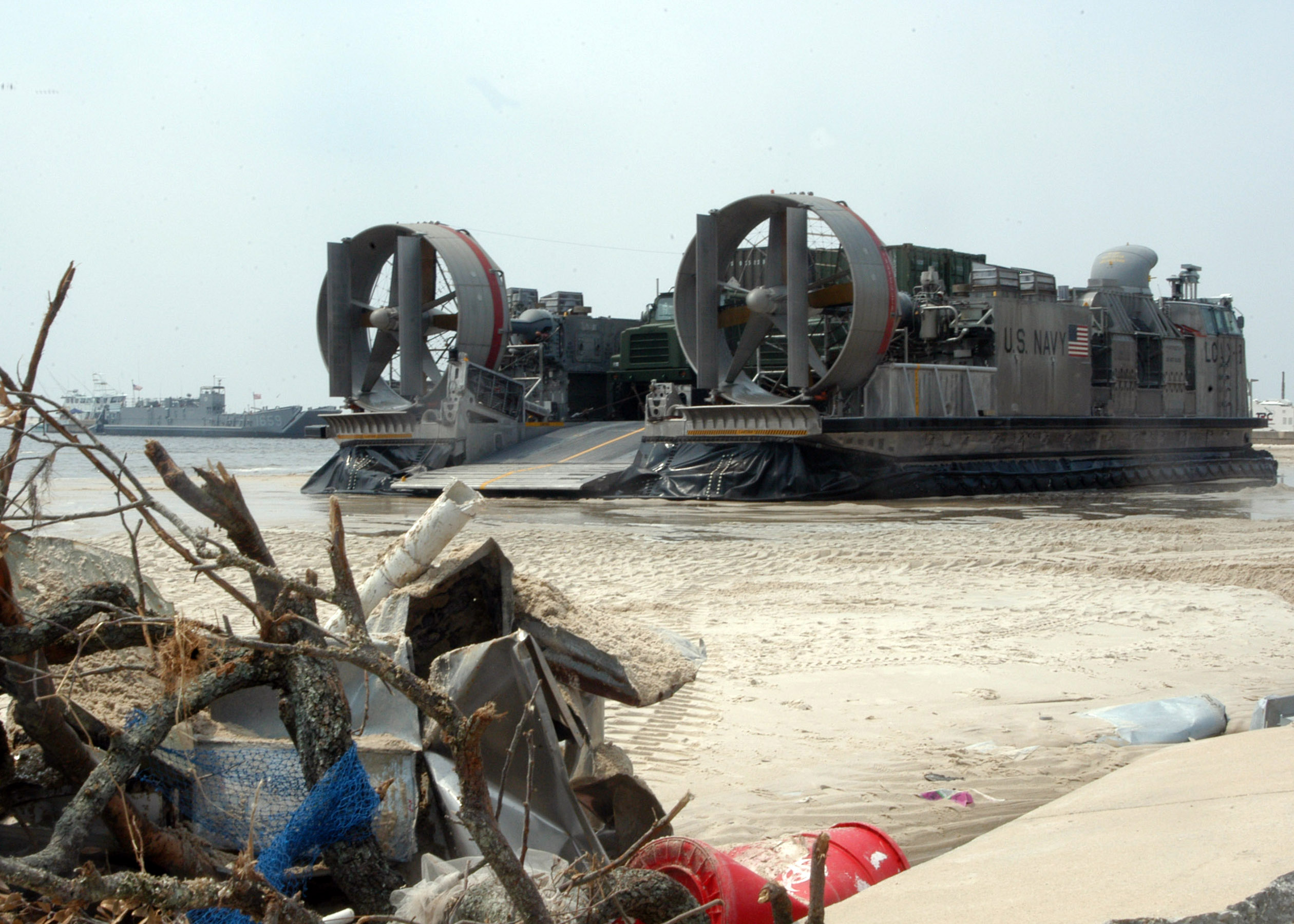
Landungsschiffe der US Navy, darunter LCAC-Luftkissenboote, bringen schweres Gerät in das stark verwüstete Biloxi

Die Hilfe für die Zeit nach dem Sturm lief bereits vor dem Sturm an. Insbesondere die FEMA traf Vorbereitungen, die von der Einlagerung von Hilfsgütern bis hin zur Mobilisierung einer mobilen Leichenhalle auf Kühllastwagen reichten. Mehr als 20.000 Soldaten der Nationalgarde und 7200 Soldaten im aktiven Dienst leisteten im Katastrophengebiet Hilfe.
Auf Anfrage von Präsident Bush bewilligte der Senat zunächst 10,5 Milliarden US-Dollar Soforthilfe. In den Abendnachrichten teilte NBC News am 1. September 2005 mit, dass die Vereinigten Staaten die Hilfsangebote anderer Staaten abgelehnt haben.

### Internationale Hilfeleistungen
Zahlreiche Staaten boten internationale Hilfe an, darunter auch viele so genannte Entwicklungsländer oder Schwellenländer wie Indien und China, die beide jeweils fünf Millionen Dollar bereitstellten, Katar, das sogar 100 Millionen Dollar spendete. Darunter befanden sich auch ärmste Staaten wie Bangladesch (eine Million Dollar), Sri Lanka, das noch an den Folgen vom Seebeben von 2004 litt, sowie Afghanistan und sogar Iran, Kuba und Venezuela. Auch Kanada, Mexiko, Singapur und Deutschland lieferten Vorrat, Truppen, Schiffe und Wasserpumpen, um in den betroffenen Gebieten die Situation zu entschärfen. Nach anfänglichem Zögern waren die USA bereit, ausländische Hilfe anzunehmen. Jedoch lagerten die angebotenen Güter häufig tagelang noch auf den Flughäfen des anbietenden Staates oder der USA, da die Koordination der Hilfe mangelhaft verlief. Russlands Angebot, zwei Strahlflugzeuge zur Verfügung zu stellen, lehnten die USA zunächst ab, akzeptierten es aber später. Auch die Hilfsangebote von Frankreich wurden zunächst zurückgewiesen, später aber ebenso akzeptiert.
Das Rote Kreuz und andere Organisationen riefen zu Spenden auf, die an amerikanische Partnerorganisationen weitergeleitet wurden. Deutschland hatte Helfer des Technischen Hilfswerkes nach New Orleans entsandt, die ab dem 9. September 2005 mit 15 großen Pumpen Hilfe leisteten. Begleitet und unterstützt wurde das THW von einem kleinen medizinischen Team der Johanniter-Unfall-Hilfe, welches sich um die medizinische und notfallmedizinische Versorgung der Einsatzkräfte des THW kümmerte. Angeblich wegen BSE-Gefahr verbot das US-Agrarministerium am 10. September 2005 die Einfuhr von Notrationen der Bundeswehr. Deutsche Hilfslieferungen durften damit nicht mehr verteilt werden.
Der europäische Luftfahrt- und Rüstungskonzern EADS N.V. unterstützte den Aufbau der medizinischen Versorgung in den vom Hurrikan Katrina verwüsteten Gebieten in den USA mit einer mobilen, klimatisierten Rettungsstation. Die von der EADS ursprünglich entwickelte Rettungsstation, die von der Bundeswehr ausgeliehen werden konnte, wurde mit einem Transatlantikflug des Großraumtransporters Beluga bereitgestellt, der üblicherweise Komponenten der Airbus-Baureihe transportiert.

### Nationalgarde
Die erste Mobilisierung der Nationalgardisten wurde behindert, weil zu der Zeit etwa ein Drittel der Nationalgarde Louisianas im Irak eingesetzt wurde, ebenso Ausrüstung wie hochwasserfeste Humvees, die in Überflutungsgebieten nützlich sind. Zum Ausgleich hat Louisiana schon in der Vorbereitungsphase zwischenstaatliche Hilfe in Form von Truppen und Gerät angefordert und erhalten. Seit Durchzug des Hurrikans wurden in Alabama, Mississippi, Florida und Louisiana mehr als 10.000 Gardesoldaten mobilisiert.

### Küstenwache
Die United States Coast Guard hatte so viele Helikopter wie möglich im Katastrophengebiet zusammengezogen. 500 Reservisten wurden einberufen, und aus dem ganzen Land wurden kleinere Boote zur Hilfe geschickt.

### Marine
Die United States Navy begann ebenfalls schnell mit der Hilfeleistung. Mehrere Schiffe machten sich auf den Weg, darunter der Flugzeugträger Harry S. Truman, der als Kommandoposten für die Marineoperationen im Katastrophengebiet dienen sollte, und die amphibischen Angriffsschiffe Bataan und Iwo Jima mit ihren Unterstützungsgruppen. Diese Schiffe tragen Transporthelikopter der Typen CH-53 Sea Stallion und SH-60 Sea Hawk sowie Landungs- und Transportboote, welche an nahezu jedem Strand anlanden können und deshalb für Hilfeleistungen zugunsten zerstörter Küstenabschnitte geeignet sind, was sie bereits im Januar 2005 nach dem Tsunami in Sri Lanka unter Beweis gestellt hatten. Zwischenzeitlich lag die Bataan vor der Küste Mississippis vor Anker und die Iwo Jima als schwimmende Kommandozentrale am Pier im Hafen von New Orleans. Das mit 1000 Betten ausgestattete Lazarettschiff Comfort wurde in die Region beordert und lag im Hafen von Pascagoula, Mississippi. Das Kommando über alle militärischen Hilfsoperationen hatte Lt. Gen. Russel L. Honoré von der United States Army in Camp Shelby, Mississippi.

### Nicht-militärischer Einsatz
Die Federal Emergency Management Agency (FEMA) schickte zehn Teams aus dem ganzen Land, die nach Überlebenden suchen sollten, sowie 23 medizinische Teams. Mit Hilfe des Verkehrsministeriums wurden 1700 Lastwagenladungen Wasser, Eis und Fertiggerichte herbeigeschafft. Weitere 390 LKW brachten Wasser, Zelte, Wohncontainer und Gabelstapler. Nach Durchzug von Katrina wurde mit Hochdruck daran gearbeitet, den Louis Armstrong New Orleans International Airport für Hilfsflüge wieder öffnen zu können.
Ein Kreditkartenprogramm für Flutopfer – nämlich die Abgabe von Karten, welche zum Bezug von 2000 US-Dollar pro Haushalt berechtigen – wurde gestoppt und nach anfänglichen Ankündigungen nur für die ausgesiedelten Personen im Astrodome weitergeführt.

#### Amateurfunk
Die Funkamateure, die sich in dem Salvation Army Team Emergency Radio Network (SATERN) und im West Gulf ARES Emergency Net zusammengeschlossen haben, nahmen den Notfunkbetrieb auf und stellten mit ihren Amateurfunkstellen zusätzliche Kommunikationswege zur Verfügung, um zügigen Informationsfluss zu ermöglichen. Lokalregierungen aus den ganzen USA schickten Hilfe in Form von Rettungswagen, Suchteams und Hilfsgütern. Bis hinauf nach Utah wurde Wohnraum für Flüchtlinge geschaffen.

### Graswurzel-Organisationen
Einer Vielzahl von unabhängigen Gruppen leistet seit der Flut in den nach fast einem Jahr noch immer vollständig zerstörten Gebieten Aufbauarbeit. Hervorzuheben ist für New Orleans das Common Ground Collective, eine Anfang September gegründete Graswurzel-Gruppe, in der seither kontinuierlich über 200 Freiwillige arbeiten (bis Juli 2006 insgesamt 10.000 Freiwillige). Die Arbeit von Common Ground umfasst ökologischen Wiederaufbau, Renovierung der Häuser und Schulen, medizinische Versorgung mit Stadtteilkliniken, Bildungsarbeit, Aufklärungsarbeit, aber auch politische Aktionen. Die Arbeit von Common Ground wird von der Polizei von New Orleans und von der Nationalgarde eingeschränkt, mehrere Common-Ground-Mitarbeiter wurden während Sanierungsarbeiten verhaftet.
An der Küste arbeiten Graswurzel-Gruppen wie Four Directions mit den Native Americans zusammen.

### Kritik

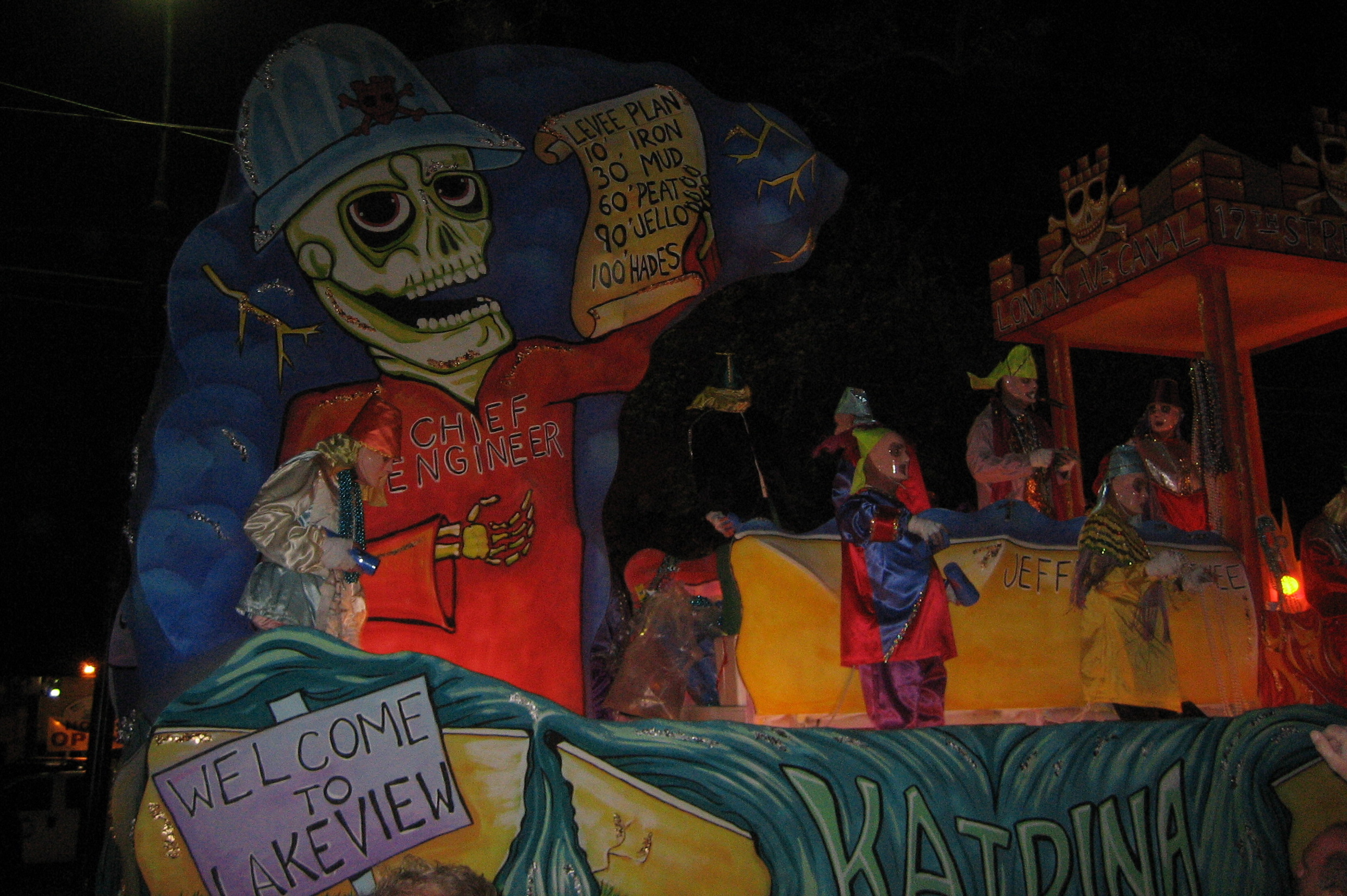
Ein Wagen bei Mardi Gras, der die Leistung der Pioniere beim Bau von Dämmen kritisiert

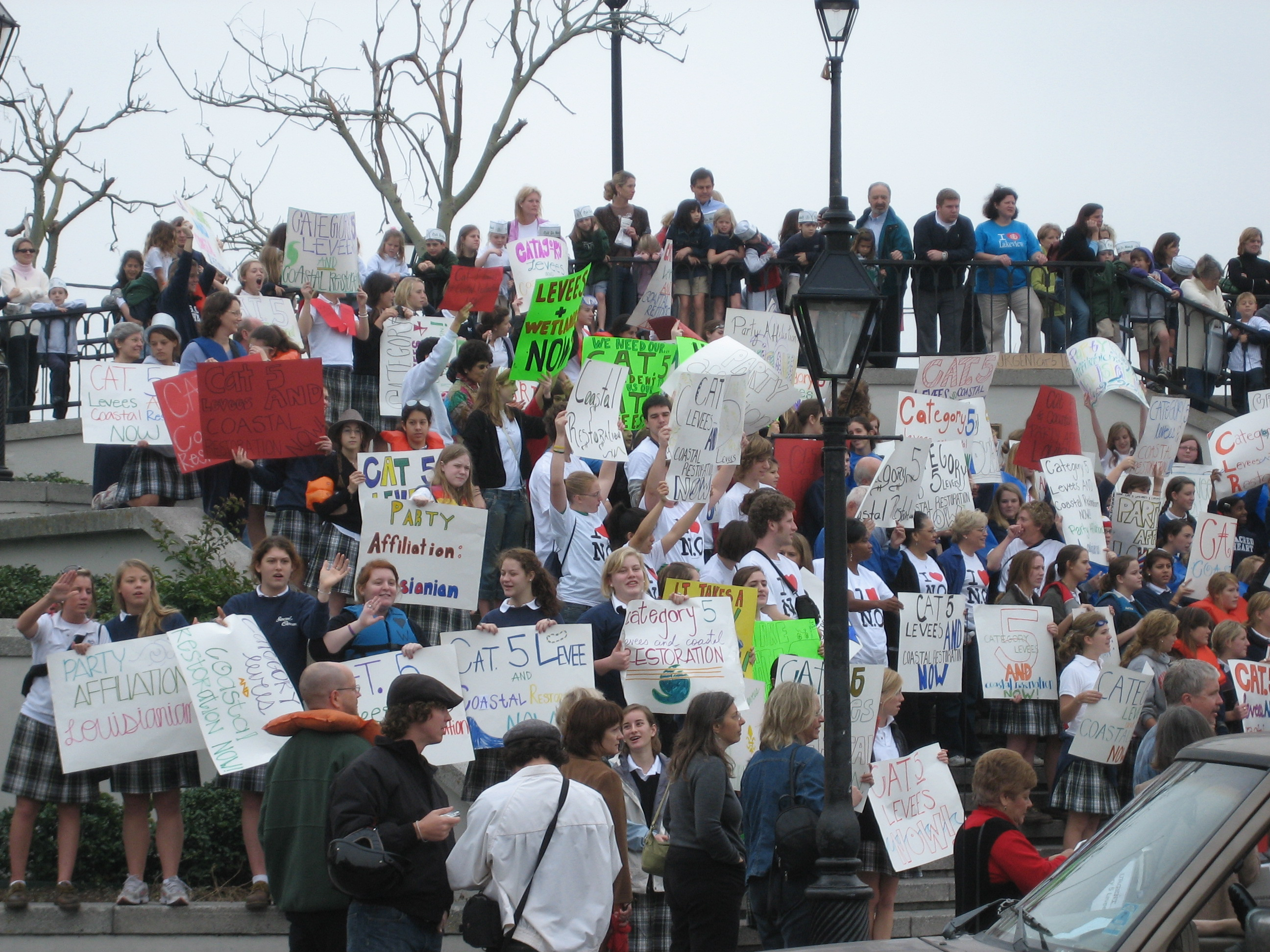
Protest im French Quarter am 12. Januar 2006

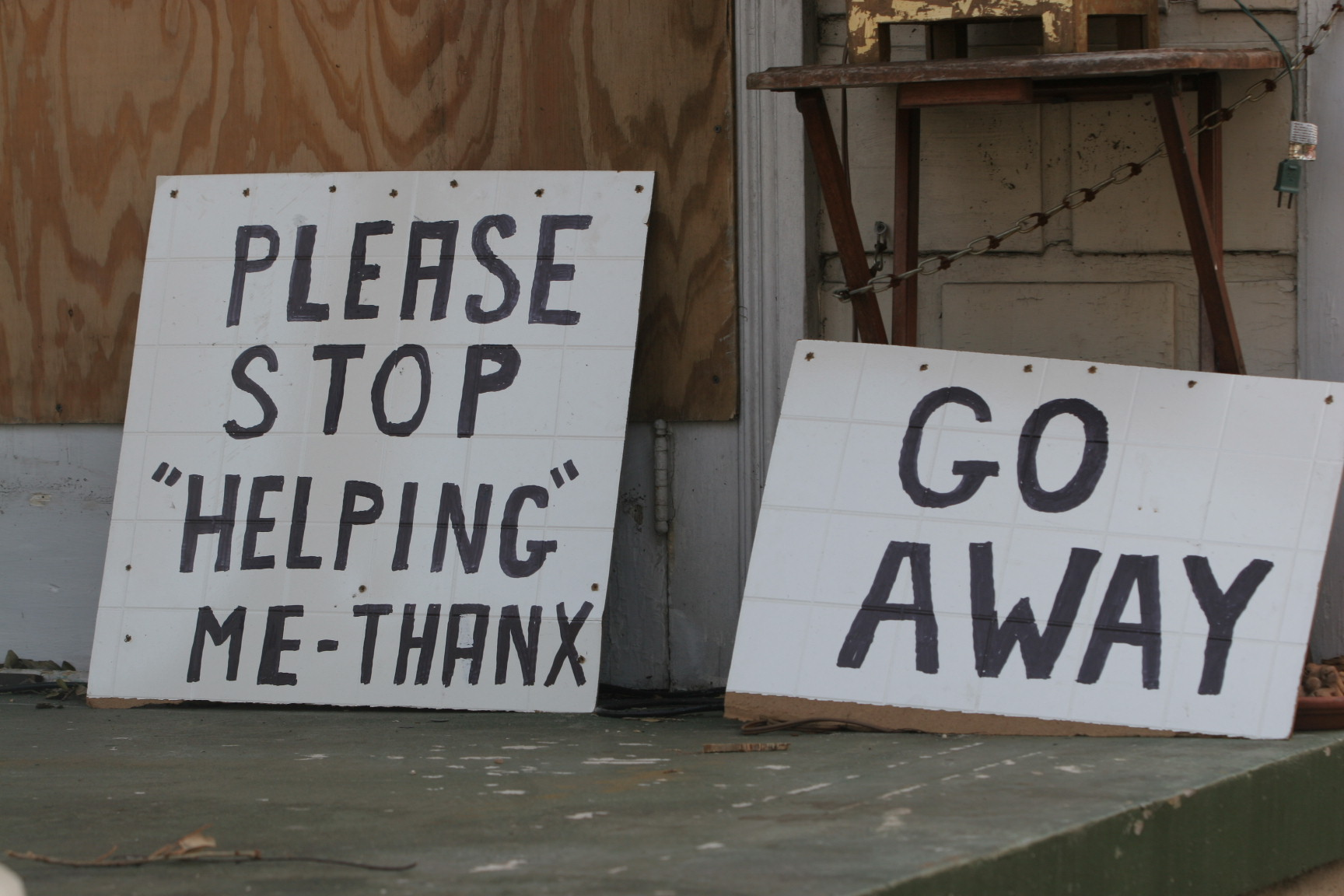
Schilder vor einem Haus in New Orleans (Aufschrift: Bitte hört auf mir zu „helfen“ – Danke / Geht weg)

Aufgrund der industriellen Nutzung des Feuchtgebiets östlich von New Orleans für Ölbohrungen wurde ein großer Teil der dortigen Zypressen abgeholzt, und große Flächen wurden durch Kanalverlegung unter Wasser gesetzt. Umweltschützer und Wissenschaftler gehen davon aus, dass der Hurrikan Katrina New Orleans bei einer weniger starken industriellen Nutzung dieses Gebiets mit geringerer Stärke erreicht hätte. Die optimistischsten Szenarien sprechen sogar davon, dass durch das Abbremsen des Hurrikans dieser gänzlich weniger Schaden angerichtet hätte.
Am dritten und vierten Tag der Katastrophe wurde die Hilfeleistung der Regierung und besonders der nationalen Hilfe-Koordinationsstelle Federal Emergency Management Agency zunehmend kritisiert. Sie hatte z. B. laut Sprecher erst am 1. September erfahren, dass neben dem Superdome auch das Convention Center Ziel von ca. 15.000 Flüchtlingen gewesen war. Diese harrten dort tagelang ohne Unterstützung aus. Gewalt, Wassermangel, medizinische Unterversorgung und gesundheitsgefährdende hygienische Zustände forderten Todesopfer. Die kritisierte FEMA verwies auf die ungewöhnlich große Dimension der Katastrophe. Der Congressional Black Caucus, ein überparteilicher Ausschuss im US-Kongress zur Vertretung der Interessen der Schwarzen in den USA, äußerte sich am 2. September 2005 betroffen über die mangelnde Hilfe. In Not seien offensichtlich vor allem Arme, Alte und Bürger schwarzer Hautfarbe. Es könne nicht sein, dass diese Faktoren über das Schicksal der Opfer entschieden. Auch der Bürgermeister von New Orleans, Ray Nagin, wandte sich in einer emotionalen Ansprache an die Presse und klagte die unzureichenden Maßnahmen der Regierung und der Hilfsorganisationen scharf an. Der Rapper Kanye West nutzte eine Spendensammlungs-Sendung auf NBC zu unabgesprochenen, scharfen Angriffen auf die US-Regierung. Er sah Rassismus in den Darstellungen der Medien, die auf Bildunterschriften Weiße als „Personen, die sich mit dem Notwendigsten versorgen“, Schwarze dagegen als „Plünderer“ charakterisierten.
Die Medien diskutierten, ob es in den USA weiterhin eine unterschwellige Rassentrennung und eine ausgeprägte Klassentrennung gäbe. Während wohlhabende Menschen innerhalb kürzester Zeit aus dem Katastrophengebiet fliehen konnten, mussten die Mittellosen in der Stadt New Orleans bleiben. Eine erneute Diskussion über solche ungleichen Zustände und die damit verbundenen Folgen bei Katastrophen wird inzwischen von vielen Repräsentanten auf der politischen Bühne der USA eingefordert.
In Washington wurden am 4. September die Flaggen auf halbmast gesetzt, um den am 3. September an Krebs gestorbenen Vorsitzenden Richter des Supreme Court, William H. Rehnquist, zu ehren. Die Todesopfer des Hurrikans wurden nicht offiziell gewürdigt.
Die Presse hat für die Versäumnisse der Regierung Bush in Anlehnung an die Watergate-Affäre den Begriff Katrinagate geprägt und damit für Druck auf den Präsidenten gesorgt.
Die Überflutung von weiten Teilen New Orleans wurde nicht nur als Naturereignis diskutiert, sondern auch als Resultat politischer Fehleinschätzungen durch die US-Regierungen. Das Magazin National Geographic warnte bereits im Herbst 2004 in einem Artikel vor einer Katastrophe. Der Wissenschaftler R. Burby zeigte anhand dieses Falles das „Safe-Development-Paradox“ auf. In den 1960–1970er Jahren wurden Feuchtgebiete im Umfeld von New Orleans durch Deiche geschützt und damit erst die Bebauung ermöglicht. In diesen Gebieten entstanden während des Hurrikans die größten Schäden.
Die US-Katastrophenhilfsbehörde FEMA verklagte 2011 die Warren Buffett gehörende Firma Clayton Homes, weil in den Wohncontainern, die sie für die Unterbringung von Opfern der Katastrophe lieferte, erhöhte Mengen von Formaldehyd gemessen wurden, das Atemwegserkrankungen bei Kindern hervorrufen kann und in den USA als krebserregend eingestuft ist.
Nach fast einem Jahr waren die Stadtteile, in denen vorwiegend die ärmere afroamerikanische Bevölkerung wohnte, immer noch vollständig zerstört. Von Seiten der Regierung wurde keine Wiederaufbauarbeit geleistet. Noch immer befanden sich mehrere hunderttausend Menschen aus New Orleans in anderen Bundesstaaten und warteten auf ihre Rückkehr. Siedlungen wie St. Bernhard, in denen über 3000 Menschen lebten, wurden von der Stadt eingezäunt und sollen durch eine Mischsiedlung ersetzt werden, was aber für viele der ehemaligen Bewohner nicht bezahlbar war. Stadtteile wie der 9th Ward waren ohne medizinische und schulische Versorgung. In diesen Stadtteilen wurden die Schulen nicht von der Regierung, sondern von Graswurzelgruppen saniert, obwohl hier Kinder bereits seit einem Jahr nicht mehr zur Schule gegangen sind.

## Trivia
Auf den Tag genau 16 Jahre nach Katrina traf der Kategorie-4-Hurrikan Ida ebenfalls in der Nähe von New Orleans mit Windgeschwindigkeiten von 240 km/h auf Land.

## Dokumentarfilme
- When the Levees Broke: A Requiem in Four Acts. Regie: Spike Lee, 2006 (Informationen bei Home Box Office)
- BIG EASY to Big Empty – The Untold Story of the Drowning of New Orleans, Greg Palast 2006
- Engineering Disasters: New Orleans, The History Channel (über das Versagen der Deiche, der Autobahnbrücke über den See und des Superdome-Daches)

## Musik
- Die Band Audioslave kritisiert mit dem Song Wide Awake aus dem Album Revelations (2006) das Verhalten der Regierung, insbesondere von George W. Bush.
- Die Band Linkin Park half mit ihrem Projekt Music For Relief Opfern beim Aufbau von Häusern, außerdem handelt ihr Song The Little Things Give You Away über das fehlerhafte Verhalten der Regierung während der Katastrophe.
- Die Band Rise Against widmete den Opfern das Video zu ihrem Song Help is on the Way von ihrem Album Endgame, das 2011 erschien.
- Die Bands Green Day und U2 sangen für die Opfer The Saints Are Coming.
- Das Elektro-Projekt Assemblage 23 bezog sich mit dem Song Madman’s Dream vom Album „Meta“ (2007) auf die Naturkatastrophe und ihre Folgen, vor allem das unzureichende Krisenmanagement der Regierung.
- Der Jazztrompeter Terence Blanchard widmete den Opfern sein Album A Tale of Gods Will (Requiem for Katrina). Dies ist gleichzeitig die Filmmusik des Dokumentarfilms When the Levees Broke, in dem Blanchard selbst auch vorkommt.
- Der Musiker und Schauspieler Mos Def verarbeitet die Wut der schwarzen Bevölkerung in seinem Song Dollar Day (Katrina Klap).
- Der Musiker Prince spendete den gesamten Erlös seiner Single S.S.T. (2005) den Opfern des Hurrikans.
- Der Rapper Casper behandelt im Lied „Das bisschen Regen (Die Vergessenen PT 4)“ (2022) die Flutkatastrophe.